# Granada Club de Fútbol
El Granada Club de Fútbol, S. A. D. es un club de fútbol español con sede en Granada, fue fundado el 6 de abril de 1931 con el nombre de «Club Recreativo Granada», cambiando su denominación por Granada Club de Fútbol en la temporada 41/42 coincidiendo con su primer ascenso a la Primera División de España. Su accionista mayoritario es Daxian 2009, S. L., bajo el control del grupo de inversión chino Wuhan DDMC Football Club Management Co., Ltd. y su presidenta Sophia Yang.
Desde el 17 de julio de 2020 ocupa la posición 22 de la clasificación histórica por puntos de la Primera División, y en el 20 de la clasificación histórica por número de temporadas (27), consiguiendo el sexto puesto en dos ocasiones. Además ha sido subcampeón del Campeonato de España-Copa del Generalísimo en la temporada 1958-59. En la temporada 2019-20 el Granada CF consiguió ser semifinalista de Copa del Rey eliminando a equipos como el campeón de la edición anterior, el Valencia C. F., y finalizó la temporada en LaLiga goleando por 4-0 al Athletic Club que le permitió por primera vez en la historia del club nazarí, clasificarse para la UEFA Europa League.

## Historia

### Primeros años
Los orígenes del fútbol, más antiguos de los reconocidos tradicionalmente, se inician en 1897 cuando ya en la prensa local se cuentan los progresos de algunos jóvenes quienes se caracterizan, a criterio del periodista, “por jugar con una pelota del tamaño de un melón no muy grande”. Nada más se sabe hasta 1903, año en el cual dentro de las fiestas de Corpus Christi, se incluye en su programación la ejecución de un encuentro de exhibición a disputar por un grupo de aficionados madrileños en el Hipódromo de Armilla debido a la falta de un espacio reglamentario en condiciones.
Con inmediata posteridad el protagonismo lo adquiere Percy Thackeray, profesor de inglés de origen británico cultivado futbolísticamente en Londres quien, rodeado de jóvenes alumnos, los adiestra en el arte del balompié. Como consecuencia de sus lecciones en 1907 será constituido el primer club nazarí con carácter serio, la denominada Sociedad de Foot-ball Granada o como consta oficialmente, Granada Foot-ball Club, entidad presidida por Emiliano Rodríguez Marchena.
El fútbol, se fue popularizando en Granada, nacían clubes amateurs, con una cantera inagotable de jugadores en 1924 como resultado de la gran afición de una numerosa familia del barrio del Albayzín, "los Amigo", donde un grupo de primos hermanos junto a distintos amigos daban rienda suelta cada domingo por la mañana a su vigor juvenil. Durante sus primeros años de existencia, con medios muy exiguos, permanecieron siempre ajenos a los campeonatos locales y en 1929, arrastrados por la tendencia general que había en todo el país con la creación de las Ligas profesionales, lograron poner una pica en Flandes apuntándose al torneo organizado por la F.U.E.
El Campo de los Mondragones por esas fechas era el principal recinto nazarí y raro era que aficionados, curiosos y transeúntes no se dieran cita allí para comprobar las evoluciones de los clubs y campeonatos. Un grueso de la familia Amigo, dedicada a la madera, mantenía una gran amistad con Julio López Fernández, ebanista y tallador de la calle Portería de Santa Paula, con lo cual éste, asiduo como era, no tardó mucho en simpatizar con los miembros del Club Recreativo Español y proponerles la idea de crear un club que representara a toda la ciudad a nivel federado. La propuesta no cayó en balde y, con la ayuda financiera de aquel inesperado mecenas, los muchachos del casi insignificante club recreativista decidieron poner punto final a aquel proyecto que les había mantenido unidos desde 1924 y crear uno nuevo más ambicioso.
El 6 de abril de 1931 fue fundado el Club Recreativo Granada, y fue inscrito en el Registro de Asociaciones por su primer presidente, Julio López Fernández. La aprobación definitiva de los estatutos por el Gobierno Civil se produjo el 23 de abril. Se ha dicho siempre que el club fue fundado el 14 de abril o que el día 14 fue inscrito en el registro de asociaciones, no habiendo documento alguno que los constate. De hecho, solo hay un documento en el Registro del Gobierno Civil con fecha 9 de abril de 1931, pero no hay constancia de qué fue entregado ese día, aunque se puede sospechar que fueran los estatutos de la fundación del club creados días antes. La aprobación final de los estatutos fue el 23 de abril y se publicó tal circunstancia el 25 de abril de 1931.
La historia del 14 de abril como fecha de fundación del club se debe a la simpatía inicial de los socios del Granada con la II República, incluso en etapa de la dictadura.
Como anécdota, el Recreativo de Granada ya funcionaba a todos los efectos desde finales de 1930. En este enlace los historiadores del club hablan de la fecha de fundación del club. 
El primer partido jugado por el equipo fue contra el Deportivo Jaén, y se ganó 2 a 1. El jugador que marcó el primer gol en la historia del Granada fue Antonio Bombillar. El club se inscribe en la temporada 1931-32 en la Segunda Regional, comenzando así su andadura por el fútbol español. En el año 1947 cambia su nombre por el actual y su filial adopta el anterior.
Tras varios ascensos, en la temporada 1941-42 debuta en Primera División. El primer once del Granada en Primera fue Floro, Millán, González, Maside, Bonet, Sierra, Luis Marín, Trompi, Cholín, César y Liz, con Paco Bru en el banquillo. En esta temporada el futbolista Gyula Alberty Kiszel, conocido como Alberty, fallece durante su estancia en el club, y el club lo entierra en un nicho regalado por el ayuntamiento.
El Granada realizó una gran temporada 1941-42 quedando décimo en la clasificación, además, César, el futbolista que llegó cedido al Granada procedente del Fútbol Club Barcelona dos temporadas atrás, realizó 23 goles, colocándose como el segundo máximo goleador de la categoría.
El Granada pasó entonces cuatro temporadas en Primera División hasta que descendió en la temporada 1944-45 al perder en la promoción por el descenso ante el Celta de Vigo. Después el Granada pasó 12 años en Segunda División.
En 1957 el Granada vuelve a ascender a Primera División encadenando nuevamente cuatro años en la élite y logrando en la temporada 1958-59 llegar a la final de copa.
El primer jugador del Granada en ser internacional con la selección española fue Pepe Millán. Debutó en Riazor frente a la selección de fútbol de Portugal el 11 de marzo de 1945, y por primera vez se retransmitió al Granada por televisión el 24 de noviembre de 1960.

### Subcampeón de España (1958-1959)
En el año 1959 consiguió su mayor hito deportivo al ser subcampeón del Campeonato de España (Copa del Generalísimo, actual Copa de Su Majestad el Rey). Disputó la final de la competición en el Estadio Santiago Bernabéu contra el Fútbol Club Barcelona, con resultado de 4-1 a favor de los catalanes. En la final marcaron Eulogio Martínez, Sándor Kocsis en dos ocasiones y Justo Tejada para el Barcelona. Arsenio Iglesias marcó el gol del honor de los rojiblancos. 
El camino a la final no fue fácil y el Granada entrenado por Jenő Kálmár se enfrentó al Elche en dieciseisavos, al Cádiz en octavos y al Plus Ultra, actual Real Madrid Castilla, en cuartos. La semifinal fue ante el Valencia Club de Fútbol que venía de eliminar al Atlético de Madrid.
La semifinal ante el conjunto "che" fue durísima y se tuvo que disputar un partido de desempate en el estadio Santiago Bernabéu tras empatar en Los Cármenes a cero y a 1 en Mestalla, que el conjunto granadino ganó por 3 a 1 (goles de Arsenio, Carranza y Vázquez para los granadinos y de Ricardo para los valencianos.

### Años 1960 y los gloriosos años 70
El Granada Club de Fútbol disputa la primera temporada de los 60 en Primera División, sin embargo, desciende en esa misma temporada tras quedar decimosexto en la clasificación. Después pasó cinco años en Segunda para ascender, volver a descender y lograr un nuevo ascenso de nuevo en la temporada 1967-68. A partir de aquí, el Granada encadena su mejor racha en Primera División hasta el momento, al jugar durante ocho temporadas seguidas en la máxima categoría. En las temporadas 1971-72 y 1973-74 el Granada consigue su mejor puesto en liga al quedar sexto ambas temporadas. Durante estos años, Enrique Porta jugó en el Granada, logrando ser el máximo goleador del club en Primera División hasta que Youssef El-Arabi lo superase en 2016. 34 fueron los goles que realizó Porta entre 1968 y 1975. Porta fue además el pichichi de la categoría en la temporada 1971-72 al marcar 20 goles, dos más que el canario de la UD Las Palmas, Germán Dévora.
De esta época, es también muy recordada la zaga con la que el Granada logró el sexto puesto en la temporada 1973-74. La misma estaba formada por el uruguayo Julio Montero Castillo, el paraguayo Pedro Fernández y el argentino Ramón Alberto Aguirre Suárez. Fueron muy conocidos por el respeto que se ganaron frente a los atacantes rivales. Sin embargo, este Granada también fue denominado como "el de los carniceros", debido a que los contrarios consideraban que los tres sudamericanos se las gastaban con excesiva dureza.
Pese al buen momento del Granada durante esta década, el conjunto granadino pasó los últimos años de la década de los 70 en Segunda División.

### Años 1980 hastasigloXXI. Segunda B y Tercera

Gráfico del desempeño del Granada CF en la liga 1929-2023

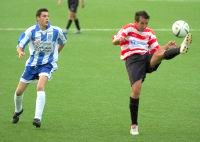
Partido de tercera división del Granada C. F. en Alhaurín de la Torre en el año 2005, que acabó con el resultado de 2-1 positivo al Alhaurín.

En la década de los ochenta el club se hunde al caer hasta Segunda División B. Aun así, jugó cuatro temporadas durante la década en Segunda. 
Pese a los días oscuros que atravesaba el club, el 18 de noviembre de 1987, el Granada disputó un partido amistoso en Los Cármenes ante el Malmö FF sueco, en lo que se convirtió en un partido histórico, ya que, Diego Armando Maradona, que era jugador del Nápoles y de la selección de fútbol de Argentina con la que conquistó la Copa Mundial de Fútbol de 1986, jugó con la camiseta del equipo de la ciudad de la Alhambra, junto a sus hermanos Hugo y Lalo (este último pertenecía a la plantilla del club, y Hugo era jugador del Rayo Vallecano). Diego Maradona marcó un gran gol de falta, dándole la victoria al Granada por un resultado de 3-2. Por aquel entonces, el Granada jugaba en Segunda, y esa fecha es un episodio histórico para el club. Por tanto, Diego Armando Maradona llegó a vestir tres camisetas de equipos españoles: Fútbol Club Barcelona, Sevilla Fútbol Club y, en esa histórica fecha, Granada Club de Fútbol.
En los años 90, el Granada no es capaz de abandonar la Segunda División B, alternando temporadas en la parte alta de la tabla con temporadas en mitad de tabla. 
El comienzo de siglo no cambió mucho para el Granada, hasta que la situación se agravó en la temporada 2002-03, cuando el club es descendido administrativamente a Tercera División por impago a sus jugadores, ante la pasividad de las autoridades y del empresariado locales que veían a un equipo sin futuro.
Cuatro temporadas más tarde, el día 25 de junio de 2006, logró ascender de nuevo a Segunda División B al ganar una eliminatoria ante el Guadalajara, estando entonces Paco Sanz como presidente del club. En dicha eliminatoria, los rojiblancos perdieron la ida 1-0 en Guadalajara, pero lograron el ascenso remontando por 3-0 en el Nuevo Los Cármenes, ganando así por 3-1 el resultado global y logrando ese importante ascenso a la categoría de bronce del fútbol español.

### Ascenso a Segunda División (2009-2011)
El 23 de julio de 2009, en asamblea extraordinaria, los socios del club votaron a favor de la conversión en Sociedad Anónima Deportiva, condición indispensable para que la empresa NEVAUTO S.A. propiedad de José Julián Romero y DAXIAN 2009 S.L. presuntamente propiedad del italiano Gino Pozzo (dueño del Udinese italiano y socio de Quique Pina) se hicieran cargo de la deuda. Tras dicha asamblea, los murcianos Quique Pina y Juan Carlos Cordero se hacen cargo de la dirección deportiva del club, con meta el ascenso a la Segunda División.

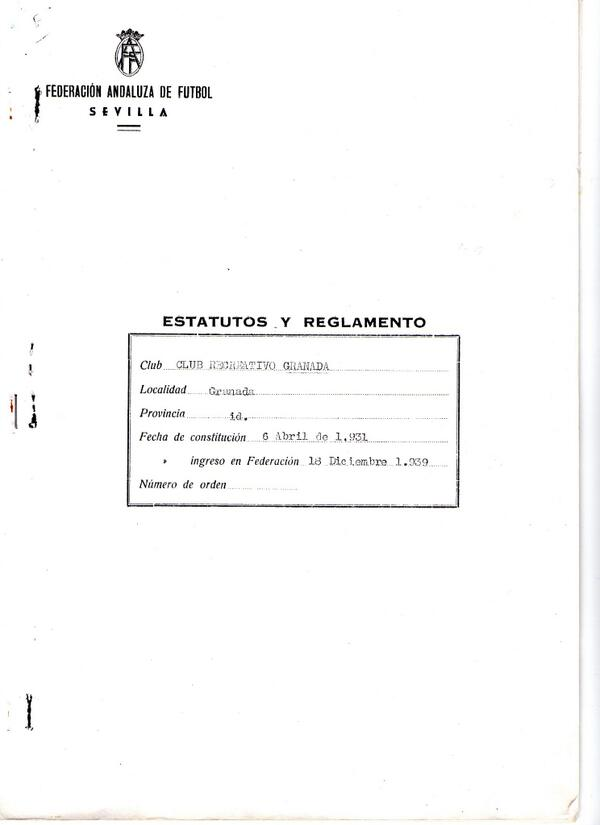
Estatutos fundacionales del Granada Club de Fútbol, con su nombre original de Club Recreativo Granada

En la temporada 2009-10 el Granada Club de Fútbol jugó en Segunda división B, Grupo IV proclamándose campeón de grupo y consiguiendo el ascenso de categoría a la Segunda División (veintidós años después de su última participación en esta categoría); el ascenso se materializó el 23 de mayo de 2010 en el Estadio Santo Domingo de Alcorcón, donde perdió por 1-0 (gol de Íñigo) en los playoff de ascenso frente a la AD Alcorcón (campeón del grupo II), pero hizo valer el 2-0 logrado una semana antes en el partido de ida disputado en el estadio de Los Cármenes (goles del delantero nigeriano Ighalo y del defensa Iván Amaya), hecho que conllevó a la mayor celebración en décadas de la ciudad granadina y que fue celebrado en la Fuente de las Batallas como destino final por los aficionados rojiblancos.
El día 24, ya de vuelta de Madrid, tras pasar por la sede del Ayuntamiento y recibir el reconocimiento de las autoridades, los jugadores, técnicos y directivos acudieron también a la fuente de las Batallas y para el mediodía siguiente se organizó una ofrenda floral del equipo a la Virgen de las Angustias, la patrona de la ciudad, antes del almuerzo de confraternidad.
El 6 de junio el Granada C.F. se proclamó campeón absoluto de los cuatro grupos de Segunda División B, al empatar en el estadio Nuevo Los Cármenes frente a la S.D. Ponferradina (0-0), lo que convirtió en decisivo al único gol rojiblanco obtenido el domingo anterior por Jesús Berrocal, en el partido de ida, disputado en el Estadio El Toralín de Ponferrada, donde el Granada se impuso por 0-1.
El club leonés había quedado campeón del Grupo I de Segunda B y, en la ronda previa, había ganado su ascenso a Segunda A –como también lo había hecho el Granada C.F.– al imponerse al campeón del grupo III, el Sant Andreu.
En su vuelta a Segunda División, se incorporaron al equipo varios jugadores procedentes del Udinese como Álex Geijo, Carlos Calvo, Guilherme Siqueira, y los mundialistas Jonathan Mensah y Fabián Orellana. El equipo tuvo un comienzo dubitativo, perdiendo por 4-1 en su debut ante el Real Betis en el Estadio Benito Villamarín y cayendo en su debut como locales por 0-1 ante el Real Valladolid. Recién en la cuarta jornada, el equipo logra su primer triunfo ante la Ponferradina, por 2-0 en Los Cármenes. Con el pasar de las semanas, el Granada empieza a mejorar, a tal punto de encadenar 6 jornadas consecutivas sin perder, y logrando abultados triunfos frente al Xerez CD (5-0) y Gimnàstic (6-1). Al finalizar la primera vuelta de Liga (21 fechas), el Granada CF había conseguido sumar 31 unidades, ubicándose en el quinto lugar de la clasificación y además, con Geijo ocupando lugar importante en el Trofeo Pichichi de la categoría. En las 3 primeras jornadas de la segunda vuelta consigue sendas victorias ante el líder Betis, Valladolid y Albacete Balompié, trepando hasta el cuarto lugar de la tabla, su mejor posición en la temporada hasta ese momento. Tiempo después llega a ser tercero, pero finalmente acaba la temporada quinto (cuarto en la lucha por el ascenso, sin contar al Barcelona B, que finalizó tercero y no puede ascender por ser un filial), consiguiendo plaza para los play-offs de ascenso, junto con el Elche, Celta y Valladolid. El Granada termina la temporada como el segundo mejor equipo en casa, ganando casi todos sus partidos y goleando muchos de ellos, incluyendo a rivales tan poderosos como Betis, Barcelona B y Xerez, entre otros. Sin embargo, no demuestran lo mismo fuera de casa, consiguiendo tan solo tres victorias a domicilio.

### Regreso a Primera División (2011-2017)
En la primera eliminatoria de los play-offs de ascenso a Primera División (la primera celebrada en la historia de la Liga) elimina al Celta de Vigo por penaltis (5-4, al parar el portero Roberto el último lanzamiento visitante y, a su vez, haber marcado previamente él mismo el que sería decisivo para el Granada), ya que los partidos tanto de la ida como la vuelta terminaron con victorias locales por 1-0. El gol del Granada en el partido de vuelta, celebrado en Los Cármenes, lo marcó el chileno Fabián Orellana, siendo varios los disparos a los palos y errando dos penaltis Dani Benítez durante el juego regular, aunque en la tanda de penaltis acertó; se llegó a los penaltis porque la prórroga permaneció seca de goles. En la tanda de penaltis, Michu pudo dar la victoria al Celta, pero su lanzamiento se fue arriba. Finalmente, el portero nazarí Roberto Fernández Alvarellos se convirtió en el héroe, al marcar su lanzamiento y parar el decisivo del defensa vigués David Catalá, con lo que el Granada alcanzaba la final del playoff de ascenso.

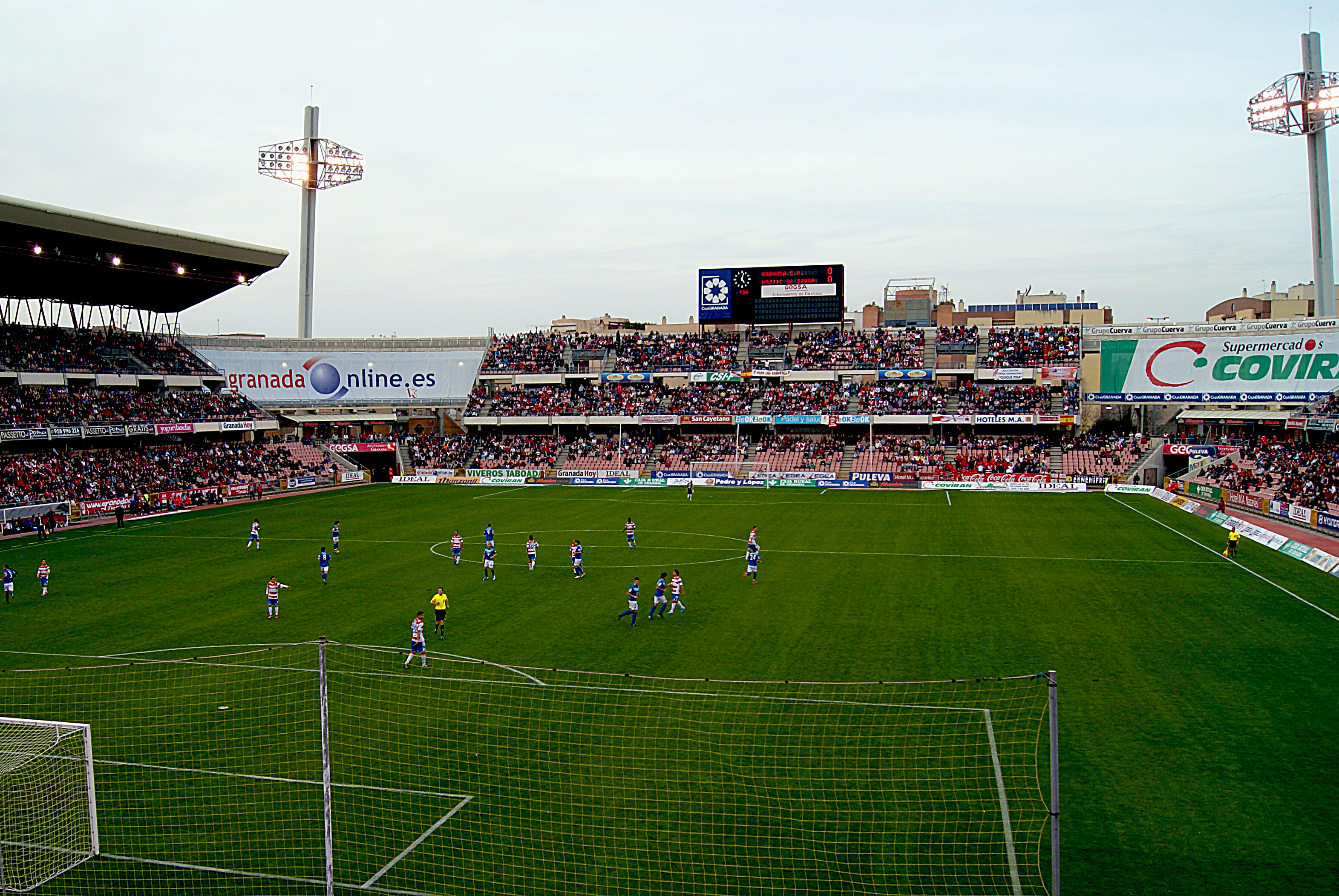
El Estadio Nuevo Los Cármenes, sede del Granada CF, durante el partido que disputó el equipo contra el Nástic de Tarragona, en el que el Granada ganó 6-1 al equipo tarraconense. Actualmente más de 23.000 localidades (20 de mayo de 2011)

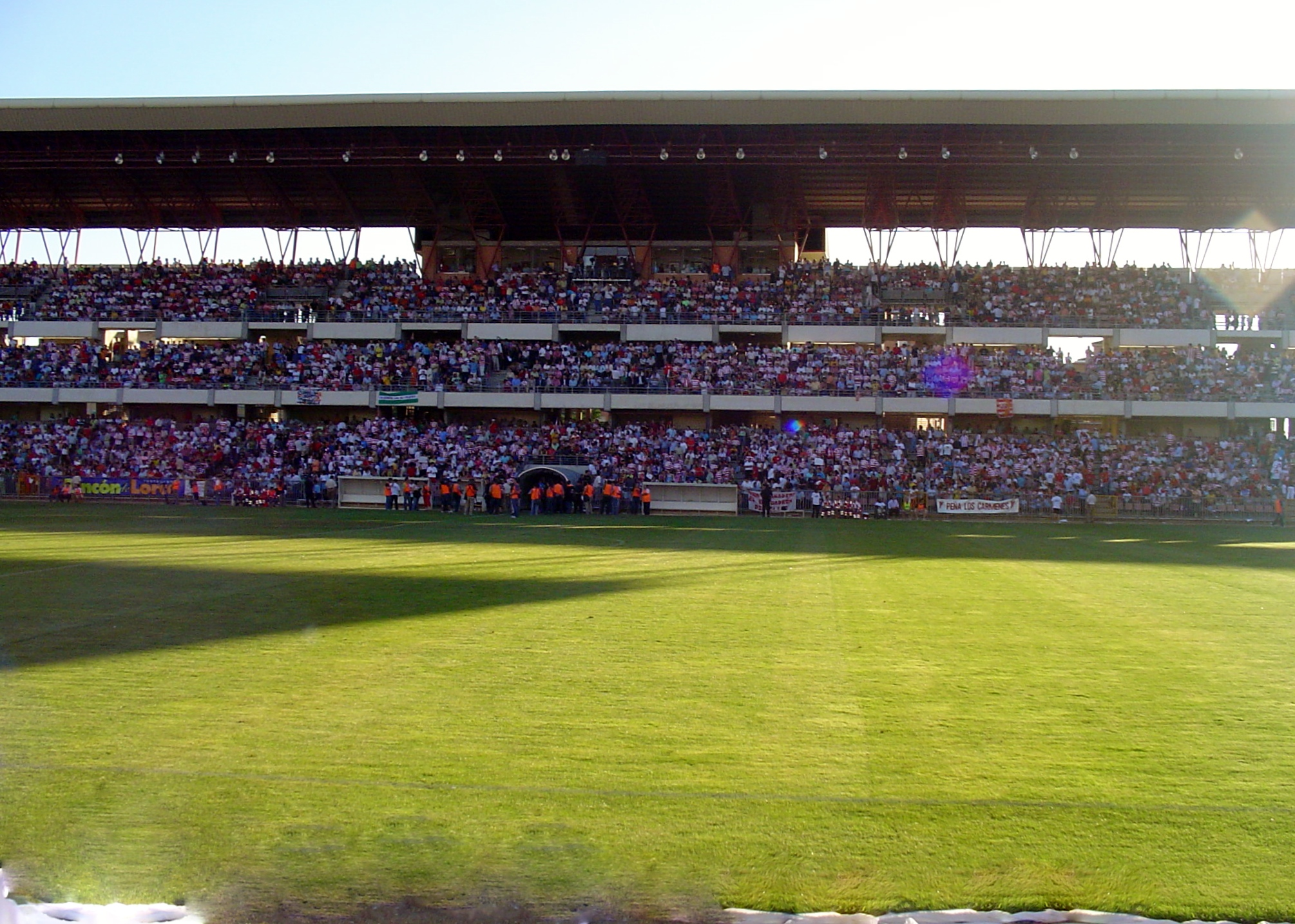
El Estadio Nuevo Los Cármenes contará con capacidad para casi 23.000 espectadores tras su actual remodelación

El partido de ida de la final de los play-offs de ascenso a Primera División lo disputó el 15/06/2011 en Los Cármenes, frente al Elche CF. Finalizó con el 0-0 inicial, pese a que el equipo granadino lanzó dos balones a los palos y disponiendo de un penalti pitado en el tiempo de descuento, que falló Abel Gómez pese a que el árbitro Pino Zamorano ordenó la repetición del lanzamiento por entrada extemporánea de jugadores ilicitanos en el área. El penalti fue fallado de nuevo cuando Jaime Jiménez Merlo, portero del Elche CF, adivinó por segunda vez su lanzamiento.
Todo se decidía en el partido de vuelta, el 18 de junio de 2011, en el Estadio Martínez Valero. Y fue en el minuto 29 de la primera parte cuando Odion Jude Ighalo convirtió en jugada personal, tras pase de Dani Benítez, y sorteando al portero Jaime y a dos defensas ilicitanos, el primer tanto del partido que le daba la clasificación al club nazarí. En el 81', ya casi para concluir el partido, marcó Xumetra en un balón colgado por Albácar, poniendo el definitivo 1-1 en el marcador, que daba el ascenso al Granada 35 años después.
El Granada CF, por tanto, vuelve a Primera División 35 años después de haber abandonado la categoría, consiguiendo un hecho histórico al ascender de Segunda División B a Primera en dos temporadas, emulando al último equipo que lo logró en la temporada 98-99, el Málaga Club de Fútbol.
La afición recibió al equipo en el Estadio Municipal de Los Cármenes la tarde del día siguiente, domingo, y desde allí se trasladó la cabalgata festiva hasta la sede del Ayuntamiento, en la plaza del Carmen. Seguidamente se trasladó la fiesta a la Fuente de las Batallas, llegando a congregarse unas 50.000 personas. Al día siguiente, lunes, el equipo fue recibido en la Diputación Provincial y posteriormente realizó una ofrenda floral a la patrona, la Virgen de las Angustias, como es tradición en la ciudad.

#### Temporada 2011-12
En el verano de 2011, el Udinese considera oportuno mantener en el Granada CF a todos los jugadores cedidos, para no romper el grupo, salvo Carlos Calvo Sobrado que acaba recalando en el Hércules. Guilherme Siqueira y Fabián Orellana (sería cedido esa misma temporada al Celta de Vigo), pasan a ser propiedad del Granada, y varios jugadores como Mikel Rico Moreno, Dani Benítez, Allan Nyom o el mismo Guilherme Siqueira, dada su gran actuación en Segunda, son pretendidos por diversos equipos de Primera División. El equipo se refuerza con jugadores como el argelino Hassan Yebda, el joven jugador del Real Madrid Castilla Fran Rico, el español Moisés Hurtado y Carlos Martins (en calidad de cedido) para el centro del campo; David Cortés, Noé Pamarot y Jorge Ribeiro en la defensa; Franco Jara (cedido), Ikechukwu Uche y Yohan Mollo para la delantera; y consigue una cesión del meta brasileño Júlio César.
Tras una temporada de altibajos, entre los que se contaron con la destitución de Fabri González, que fue sustituido por Abel Resino, y una importante plaga de lesiones que afectó a jugadores importantes de la plantilla rojiblanca, el Granada logró la permanencia en Primera en la última jornada de liga, a pesar de caer derrotado por 1 a 0 en el Estadio de Vallecas ante el Rayo Vallecano con un gol de Raúl Tamudo en el descuento, ya que se vio favorecido por el resultado que se produjo en El Madrigal, donde el Villarreal C.F. cayó por 0 a 1 ante el Atlético de Madrid con un gol de Radamel Falcao, consumando así el conjunto castellonense su descenso a Segunda. A pesar de esa última jornada agónica, es digno de mención que el Granada no estuvo en toda la segunda vuelta de la liga ni una sola jornada en puestos de descenso.

#### Temporada 2012-13
En la siguiente temporada, la 2012-13, el conjunto nazarí decide no renovar a Abel Resino y ficha como técnico a Juan Antonio Anquela. Con la llegada de Anquela se realizan una serie de fichajes con el objetivo de no pasar apuros para conseguir la permanencia. De esta manera se ficha para la portería al experimentado guardameta Toño, la línea defensiva es reforzada con Juanma Ortiz y Brayan Angulo, la medular con el rumano Torje, Iriney y Yacine Brahimi. La zona de ataque es la que más se refuerza con la llegada del joven venezolano Machís, del italiano Floro Flores, se repesca a Orellana desde el Celta y se hace una fuerte inversión en el fichaje de El-Arabi generando gran ilusión entre la afición. Sin embargo el comienzo del Granada no es bueno y se empieza a ver que el equipo necesitará refuerzos en el mercado de invierno para afrontar lo que resta de campeonato con garantías. De esta forma el Granada hace un gran esfuerzo y se hace con los servicios de Recio y Diego Buonanotte procedentes del Málaga Club de Fútbol y para el ataque se da la baja a Floro Flores y se traspasa a Orellana al Celta de Vigo tras el pobre rendimiento de los dos jugadores. Para reemplazarlos se ficha al veterano delantero malagueño Carlos Aranda procedente del Real Zaragoza y se consigue la cesión de Nolito que llega desde el Benfica portugués.
Con los nuevos fichajes se gana al Rayo Vallecano en los Cármenes por 2 a 0. Sin embargo la jornada siguiente el Granada cae con estrépito (3-0) ante el Sevilla Fútbol Club dando una mala imagen. Anquela es destituido el 30 de enero de 2013 como entrenador rojiblanco y se contrata a Lucas Alcaraz, procedente del Aris Salónica Fútbol Club, que consigue dos victorias consecutivas ante el Real Madrid en los Cármenes (1-0) con un gol en propia puerta de Cristiano Ronaldo (minuto 21) y ante el Deportivo de La Coruña en Riazor (0-3) con un gol en propia puerta de Marchena (minuto 45), un gol de Ighalo (minuto 51) y otro de Siqueira de penalti (minuto 95).
Sin embargo tras estas dos victorias el equipo entra en un bache de 9 jornadas sin vencer que lo acerca peligrosamente a la zona de descenso y encajando dolorosas derrotas: 1-5 ante el Real Betis en los Cármenes y 5-0 ante el Atlético de Madrid en el Vicente Calderón. La racha se rompe en la jornada 33 al vencer el conjunto nazarí en Barcelona al RCD Español por 0-1 con gol de Nolito y encadena con una victoria más por 1-0 con un tanto de Ighalo en Granada ante el Málaga Club de Fútbol y arranca un punto valioso de Anoeta al empatar 2-2 con la Real Sociedad con un gol en el minuto 93 de Recio. La jornada siguiente, el Granada golea a Osasuna en los Cármenes por 3-0 con goles de Youssef El-Arabi, Guilherme Siqueira y Diego Buonanotte certificando prácticamente la permanencia que se convierte en matemática en la jornada 37 al caer derrotado en Mestalla ante el Valencia CF por 1-0. Sin embargo las victorias de Málaga Club de Fútbol ante el Deportivo de La Coruña y del Real Betis ante el Zaragoza dejan al Granada por tercer año consecutivo en Primera División. Ya en la jornada 38 y sin nada en juego, el Granada se despide de la temporada venciendo por 2 a 0 al Getafe CF con goles de Nolito y El-Arabi.

#### Temporada 2013-14
En la temporada 2013-14, Lucas Alcaraz continúa como entrenador del equipo granadino. La temporada para el Granada comenzó con un 1-2 en El Sadar, feudo del Osasuna.
En la segunda jornada el Granada se estrena en casa jugando frente al Real Madrid CF en un partido en el que el equipo granadino dio una buena imagen pero en el que al final acabó cayendo por 0-1.
Tras cinco jornadas sin ganar,y el mejor resultado logrado es un empate a 1 frente al Celta de Vigo, en la jornada 7 vuelve a lograr una victoria frente al Athletic Club por 2-0.
Después de esta victoria se vuelven a encadenar dos derrotas consecutivas, contra el Villarreal CF en El Madrigal por 3-0 y contra el Getafe CF en el Nuevo Los Cármenes por 0-2, finalmente en la décima jornada el Granada vuelve a lograr una victoria, en esta ocasión frente al Elche CF en el Estadio Martínez Valero con un 0-1.
En la undécima jornada el Granada perdió en el Nuevo Los Cármenes ante el Atlético de Madrid por 1-2, en un partido que no estuvo exento de polémica dado que los dos goles del conjunto madrileño fueron de penalti. En la duodécima jornada el Granada visitó el Estadio Ciutat de València en el que derrotó al Levante UD por 0-1. Tras esta victoria encadenó otra ante el Málaga CF al que derrotó por 3-1 con un hat-trick de Youssef El-Arabi.
En la decimocuarta jornada el Granada cayó derrotado por 4-0 en el Camp Nou frente al FC Barcelona. En la jornada 15 el Granada cae en casa ante el Sevilla FC por 1-2, y en la siguiente jornada derrota al Rayo Vallecano en el Estadio de Vallecas por 0-2.
Tras este encuentro, el Granada encadena dos derrotas consecutivas frente a la Real Sociedad y frente a la UD Almería para finalmente en el último encuentro de la primera vuelta ganar al Real Valladolid por 4-0, tras haber hecho un gran partido.
El Granada acaba la primera vuelta en una meritoria novena posición.
La segunda vuelta empieza con un empate a cero ante Osasuna y tras encadenar tres derrotas, una de ellas frente al Real Madrid CF por 2-0 en el Santiago Bernabéu, vuelve a ganar un encuentro ante el Real Betis Balompié por 1-0 en la jornada 24.
Tras ese partido, vuelve a encadenar dos derrotas consecutivas y en la jornada 27 vence al Villarreal CF en el Nuevo Los Cármenes.
En la jornada 28 el Granada CF y el Getafe CF empatan 3-3 en un partido loco.
En la jornada 29, el Granada derrota al Elche CF por 1-0 y en la jornada 30 el Granada volvería a perder por la mínima (1-0) con el Atlético de Madrid en el Estadio Vicente Calderón. En las siguientes dos jornadas encadena otras dos derrotas frente al Levante UD (0-2) y frente al Málaga CF (4-1).
Sin embargo, la jornada 33, sería diferente a las tres anteriores y se convertiría en una jornada histórica, ya que el Granada dio la sorpresa venciendo en el Nuevo Los Cármenes al FC Barcelona por 1-0 gol marcado por Yacine Brahimi. Tras esta histórica victoria llegaron dos derrotas dolorosas ante el Sevilla FC en el Estadio Ramón Sánchez Pizjuán por 4-0 y en casa, en el Nuevo Los Cármenes ante el Rayo Vallecano por 0-3.
En la jornada 36 sacaría un valioso empate del Estadio de Anoeta ante la Real Sociedad (1-1). Mientras que en la jornada 37, el Granada completó un nefasto partido con una derrota en casa ante la UD Almería por 0-2, con la que la continuidad del Granada en primera peligraba.
La jornada 38 se planteaba como una jornada de infarto para 5 equipos una vez confirmado unas jornadas antes el descenso del Real Betis Balompié, dentro de esos equipos estaban la UD Almería, C.A. Osasuna, Getafe CF, Real Valladolid y Granada CF.
El Granada se enfrentaba al Real Valladolid en esa última jornada en el Estadio José Zorrilla, un encuentro que el equipo pucelano perdería por 0-1, un gol que metió el defensa del Real Valladolid Stefan Mitrović en propia puerta y que acabaría con el descenso del Real Valladolid a la Liga Adelante, el Granada finalmente salvó la división quedando finalmente decimoquinto.
El Getafe CF y la UD Almería lograron igualmente la permanencia y el C.A. Osasuna y el Real Valladolid consumaron su descenso a la Liga Adelante.
En cuanto a la Copa del Rey, el Granada cayó en dieciseisavos ante la AD Alcorcón a la que ganó por 0-2 en el Estadio Santo Domingo pero el Granada perdió en el Nuevo Los Cármenes por 0-2, por lo que la AD Alcorcón forzó los penaltis en los que finalmente derrotó al Granada CF.

#### Temporada 2014-15
Para la temporada 2014-15 el Granada se hace con los servicios del entrenador sevillano Joaquín Caparrós.
Además del entrenador el equipo ficha a nuevos refuerzos para la temporada. Dimitri Foulquier que ya estuvo cedido en el Granada, fue fichado definitivamente.
Se fichó al portero Oier Olazábal, que pertenecía al Barcelona B.
En defensa se fichó a Jean-Sylvain Babin que venía procedente de la AD Alcorcón, Eddy Silvestre procedente del Real Murcia, el Real Betis Balompié cedió al lateral izquierdo Juan Carlos al Granada, al igual que hizo el Galatasaray que cedió al Granada al central camerunés Dany Nounkeu. También se fichó al lateral portugués Luis Martins procedente del Gil Vicente FC.
En el centro del campo volvieron de cesión los jugadores que estuvieron en el Hércules CF, en este caso Abdoul Sissoko y Héctor Yuste.
Para la delantera se fichó a Daniel Larsson procedente del Real Valladolid y a John Córdoba procedente del Querétaro FC. Además, el delantero Alfredo Ortuño se incorporó al Granada tras estar cedido un año en el Girona FC.
A todos los fichajes hay que añadir el gran fichaje de esta temporada del Granada, el centrocampista ofensivo Rubén Rochina que se encontraba en el Blackburn Rovers.
De hecho, ya en la primera jornada demostró su calidad, empatando el encuentro de la primera jornada de la Liga BBVA con un gran zurdazo que batió al guardameta del Deportivo de la Coruña, Germán Lux, justo antes de que Jean-Sylvain Babin
hiciera el 2-1, que daría los tres primeros puntos de la temporada al conjunto nazarí.
En la segunda jornada el equipo se enfrentaba al Elche CF y aquí el Granada no tuvo tanta suerte como en la primera jornada, ya que estuvo ganando gran parte de la segunda parte con 0-1 gol de Fran Rico tras una gran jugada de Isaac Success, que debutaba en Primera División, sin embargo, el conjunto ilicitano acabó empatando el encuentro en el tiempo de descuento con un gol de David Lombán.
En la tercera jornada el Granada no pasó del empate (0-0) ante el Villarreal CF en un encuentro que se disputó en el Nuevo Los Cármenes. En la cuarta jornada consigue una sorprendente victoria a domicilio ante el Athletic Club por (0-1) con un gol de John Córdoba. En la quinta jornada, sin embargo, cae por (0-1) en el Nuevo Los Cármenes ante el Levante UD, gol marcado por Rubén García.
A partir de esta jornada, el Granada encajó tres derrotas consecutivas, una de ellas fue una goleada que le endosó el FC Barcelona por (6-0) y una derrota frente al Rayo Vallecano en Vallecas por (0-1) con un gol de Manucho en el último minuto. También cayó derrotado durante estas tres jornadas frente al Málaga CF. En la novena jornada logra un empate ante el Éibar (1-1) con goles de Allan Nyom por parte granadina y Eneko Bóveda por parte del Éibar. En la décima jornada cae derrotado ante el Real Madrid CF por 0-4 en el Estadio Nuevo Los Cármenes con dos goles de James Rodríguez, un gol de Cristiano Ronaldo y de Karim Benzema. Las jornadas 11 y 12 acabaron con sendos empates a 0 ante el Celta de Vigo y la UD Almería. En la jornada 13 el Granada encajó una goleada ante el Sevilla FC por (5-1), mientras que en la jornada 14 logró un empate ante otros de los grandes equipos de la competición, el Valencia CF, con un marcador de 1-1, goles de Álvaro Negredo y Isaac Success. En la siguiente jornada el Granada caería derrotado por 2-1 ante el RCD Español y en la jornada 16 empata a 1 contra el Getafe CF. Antes de la jornada 16 el Granada jugó la vuelta de los dieciseisavos de la Copa del Rey ante el Córdoba CF con un empate en El Arcángel (1-1), mientras que la ida en Los Cármenes acabó con 1-0 para el Granada, así el Granada avanzó a octavos de final donde se enfrentaría al Sevilla.
En la jornada 17, el Córdoba se vengó con una victoria en su estadio por (2-0).
Con esta derrota, el Granada estaba en penúltima posición con tan solo 13 puntos y con Caparrós cada vez más cuestionado.
Tras esta jornada se disputó la ida de los octavos de final de la Copa del Rey ante el Sevilla FC donde el Granada perdió (1-2) en el Estadio Nuevo Los Cármenes con goles de Gerard Deulofeu y Kevin Gameiro por parte sevillista y del debutante Lass Bangoura para el Granada, que llegó procedente del Rayo Vallecano en el mercado de invierno.
En la jornada 18 empata ante la Real Sociedad (1-1). Tras este partido el Granada jugó la vuelta de la Copa del Rey ante el Sevilla FC con una derrota por (4-0).
Un día después de esta derrota Joaquín Caparrós deja de ser entrenador del Granada.
En la jornada 19 el técnico del filial Joseba Aguado dirigió al Granada en su encuentro ante el Atlético de Madrid donde el Granada cayó por (2-0).
En la siguiente semana se hizo oficial la contratación de Abel Resino como técnico del Granada. Abel debutó en el banquillo del Granada en la jornada 20 con un empate (2-2) ante el Deportivo.
En la jornada 21, el Granada volvió a ganar, con un gol de John Córdoba, (1-0) ante el Elche CF.
En la jornada 22, el Granada cae por (2-0) ante el Villarreal CF con goles de Mateo Musacchio y Gerard Moreno. En la jornada 23, el Granada empata (0-0) ante el Athletic Club. En la jornada 24 el Granada perdió ante el Levante por (2-1), en un partido en el que en el minuto 85 iba ganando por (0-1) y en el que finalmente le remontaron. En la jornada 25 el FC Barcelona derrotó al Granada con un (1-3) en el Estadio Nuevo Los Cármenes.
En la jornada 26, el Granada ganó (1-0) al Málaga CF. En la jornada 27, el Granada cayó derrotado por (3-1) ante el Rayo Vallecano. En la jornada 28 el Granada empató (0-0) ante la SD Eibar en un partido controlado por el Granada pero sin demasiado peligro ofensivo.
En la jornada 29 el Granada recibió una goleada histórica ante el Real Madrid CF por (9-1) con 5 goles marcados por Cristiano Ronaldo, 2 de Karim Benzema, 1 de Gareth Bale y un gol de Diego Mainz en propia meta. El gol del Granada lo hizo Robert Ibáñez cuando el marcador era ya de 7-0. En la jornada 30 el Granada empató (1-1) ante el Celta de Vigo donde Robert Ibáñez marcó en el minuto 2 de partido para poner al Granada por delante, sin embargo tras la expulsión de Jeison Murillo en el minuto 41 de la primera parte se les complicó el partido. El Granada aguantó bien la mayoría de la segunda parte pero en el minuto 93 Théo Bongonda logró el empate para el Celta.
En la jornada 31 el Granada cayó derrotado por (3-0) ante la UD Almería, siendo esta una derrota que dejaría al Granada en una situación muy complicada en la penúltima posición tan solo por delante del Córdoba CF. En la jornada 32, el Granada empató (1-1) frente al Sevilla FC en un partido donde el Granada se adelantó con un gol de Diego Mainz y en el que el Sevilla FC empató con un gol del propio Mainz en propia puerta. En la jornada 33 el Granada cae goleado por (4-0) ante el Valencia CF en el Estadio de Mestalla con goles de Javi Fuego, Dani Parejo, Sofiane Feghouli y Álvaro Negredo. En la jornada 34 el Granada cae derrotado ante el Espanyol por (1-2) en el Estadio Nuevo Los Cármenes en un partido donde el equipo catalán marcó por mediación de Paco Montañés el gol que les daría la victoria en el minuto 85. Tras esta derrota el Granada continúa penúltimo solo por delante de un Córdoba CF con el descenso prácticamente certificado. Tras este encuentro destituyeron a Abel Resino y el club contrató en su lugar a José Ramón Sandoval que debuta ante el Getafe CF. Cabe destacar que antes de este encuentro el Córdoba CF consumó su descenso a la Segunda División tras ser goleado por el FC Barcelona por (0-8). El Granada venció (1-2) al Getafe CF en el Coliseum de Getafe con un doblete de Youssef El-Arabi. En la jornada 36 el Granada venció por (2-0) al Córdoba CF con goles de Diego Mainz y Youssef El-Arabi. Con esta victoria el Granada logró empatar a puntos con el Éibar y con el Deportivo de la Coruña tras el empate del equipo gallego ante el Athletic Club y se quedó a un punto de la UD Almería tras su derrota ante el Málaga CF. En la jornada 37 el Granada logra una valiosa victoria en San Sebastián donde derrotó por (0-3) a la Real Sociedad con goles de Youssef El-Arabi, Robert Ibáñez y Rubén Rochina. Con esta victoria el Granada logró salir de la zona de descenso, subiendo hasta la 16.ª plaza por encima del Deportivo de la Coruña y dejando en descenso a la SD Eibar, a la UD Almería y al ya descendido Córdoba CF y en la jornada 38, tras empatar frente al Atlético de Madrid, el Granada se mantuvo en Primera División.

#### Temporada 2015-16
Para la temporada 2015-16 se confirmó la continuidad de José Ramón Sandoval como entrenador del Granada.
El primer fichaje del Granada para dicha temporada fue el del centrocampista Edgar Méndez procedente de la UD Almería, seguido del defensa central Musavu-King del SM Caen. También se consiguió la cesión del portero Andrés Fernández Moreno y el club consiguió traer a Thievy, Nico López, David Lombán, Rene Krhin y Rubén Pérez. Además el Valencia CF volvió a ceder a Robert Ibáñez y a Salva Ruiz. El Granada comenzó la temporada con una derrota por (1-3) ante la SD Eibar, lo que llevó al Granada a la última posición y al Éibar a ser líder de la división por primera vez en su historia. En la segunda jornada el Granada venció al Getafe CF por (1-2), gracias a los goles de Youssef El-Arabi y Success. Después el Granada encadenó cuatro derrotas consecutivas hasta que en la jornada 7 el Granada empatase 1-1 frente al Real Club Deportivo de la Coruña. Tras este empate, logró otras tres tablas en las jornadas posteriores, hasta que volvió a caer derrotado en la jornada 11 frente al Rayo Vallecano.
En las siguientes jornadas hasta el final de la primera vuelta, el Granada, sufrió muchos altibajos, logrando tanto victorias importantes ante el Málaga, el Levante o ante el Sevilla Fútbol Club, como derrotas dolorosas, como la cosechada ante la Unión Deportiva Las Palmas por 4-1 y frente al Fútbol Club Barcelona por 4-0, esta en la última jornada de la primera vuelta.
En Copa del Rey tampoco fue bien la cosa, ya que después de eliminar al Leganés, el Granada, se enfrenta al Valencia en octavos de final, cayendo derrotado en la ida por 4-0 y en la vuelta por 0-3, dejando un resultado global de 0-7, sonrojante para el equipo nazarí. Una nueva goleada, esta vez en la jornada 20, la primera de la segunda vuelta, dejó muy tocado a José Ramón Sandoval como técnico del Granada. El Granada cayó en aquella jornada por 5-1 ante el Éibar.
Tras una reunión de urgencia de la directiva, se decidió ratificar a Sandoval hasta el partido siguiente, donde el Granada ganó por 3-2 al Getafe, asegurando así la continuidad del técnico.
En la jornada 22, el Granada perdió (1-0) ante el Villarreal CF tras un gol de Bruno Soriano de penalti. Tras esta derrota y las victorias de la UD Las Palmas y el Real Sporting de Gijón, el Granada volvió a los puestos de descenso. En la jornada 23 el Granada perdió en el Estadio Nuevo Los Cármenes, ante el Real Madrid CF con un resultado final de (1-2) con los goles de Karim Benzema y Luka Modrić por parte madridista y de Youssef El-Arabi para el Granada. Además, el tanto de El-Arabi supuso su gol número 34 en Primera División, igualando así los goles que hizo Porta con el Granada en dicha categoría y convirtiéndose así en el máximo goleador histórico del Granada en Primera. En la jornada 24 el Granada perdió (3-0) ante la Real Sociedad de Fútbol. En la siguiente jornada el Granada volvió a perder (1-2) frente al Valencia CF. Esta derrota supuso la despedida de José Ramón Sandoval como entrenador del Granada. El club comunicó horas después a José González como nuevo entrenador. El nuevo entrenador se estrenó frente al Deportivo de la Coruña con una victoria (0-1), gol marcado por Youssef El-Arabi, quien además se convirtió en el máximo goleador histórico del Granada en Primera División en solitario.

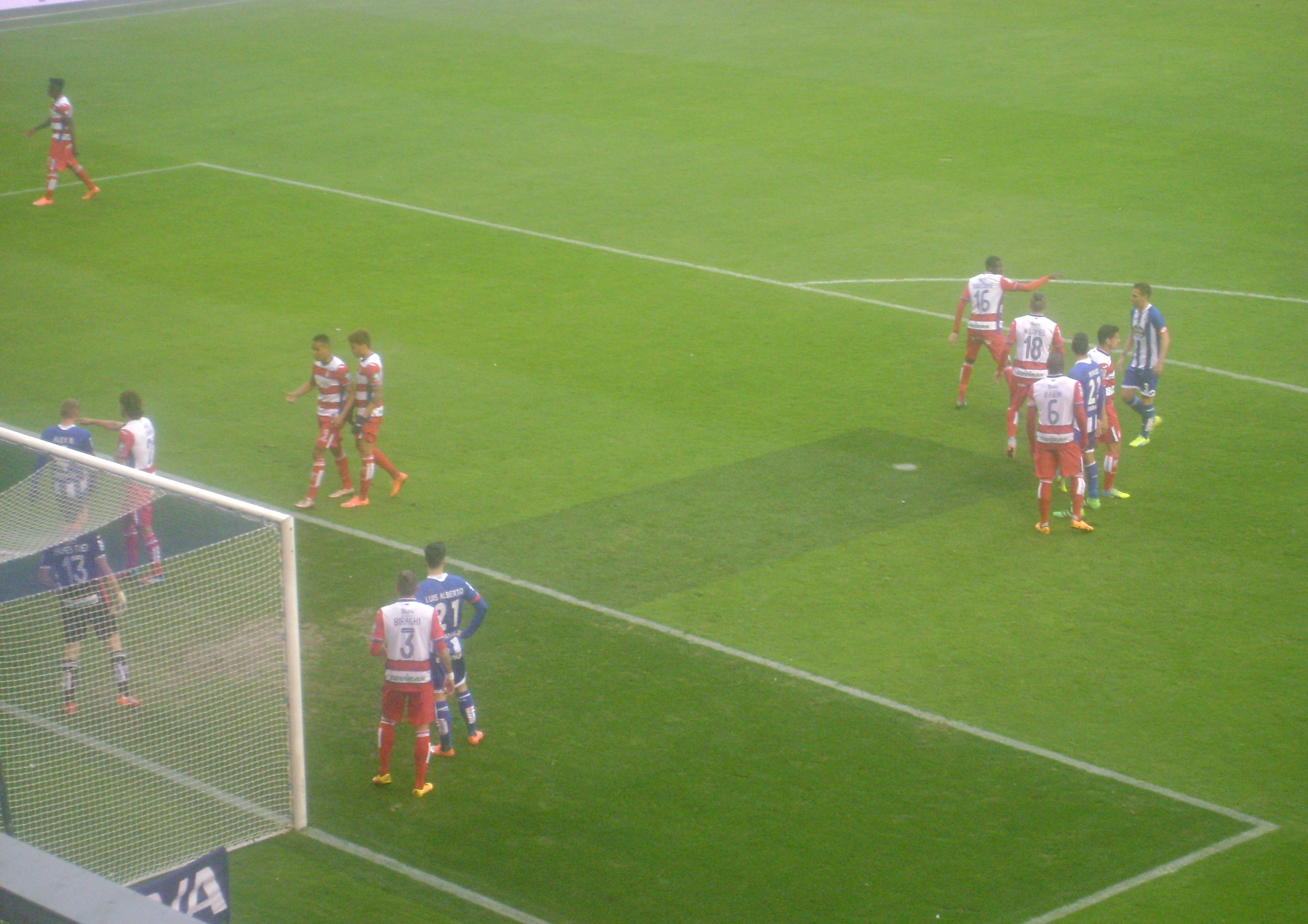
Encuentro disputado entre el Deportivo de La Coruña y el Granada CF

 En la jornada 27 el Granada venció por (2-0) al Sporting con goles de Youssef El-Arabi e Isaac Success. En la jornada 28 el Granada perdió (2-0) ante el Real Betis con goles de Alfred N'Diaye y Rubén Castro y en la siguiente jornada, el Granada, empató contra el RCD Espanyol (1-1).
En la jornada 30 el Granada empató de nuevo, esta vez frente al Rayo Vallecano (2-2), con dos goles de Youssef El-Arabi para el Granada y Pablo Hernández y Zé Castro para el Rayo. En la siguiente jornada el Granada volvió a empatar, en esta ocasión frente al Athletic Club en Bilbao, en un partido en el que volvió a marcar Adalberto Peñaranda para los granadinos. En la siguiente jornada empató ante el Málaga CF (0-0) y en la jornada 33 perdió ante el Club Atlético de Madrid. Finalmente, en la jornada 37 el equipo se salva del descenso y mantiene matemáticamente la categoría, después de golear al Levante UD por (5-1), con un triplete de Youssef El-Arabi, una derrota con el Celta de Vigo por (2-1), la victoria por (3-2) ante la UD Las Palmas en el Estadio Nuevo Los Cármenes remontando por primera vez en su historia en Primera un 0-2, y la goleada 1-4 al Sevilla FC en su campo, con muchos suplentes ya que estaba en la final de la Europa League 2015-16. El club llega a los 39 puntos a falta de una jornada y logra mantener la categoría.

#### Temporada 2016-17
El 15 de mayo de 2016, con la colaboración de la empresa de representación de futbolistas española Media Base Sports (MBS) y sobre todo de Pere Guardiola, el club pasa a ser propiedad de la sociedad china Link International Sports Limited, del grupo chino Desports, con Jiang Lizhang como nuevo presidente del club a cambio de 37 millones de euros, siendo posteriormente comprado por Wuhan DDMC Football Club Management Co. Ltd, también de origen chino. El nuevo propietario desde el primer momento intenta hacerse con los servicios de Jorge Sampaoli para que se convierta en nuevo entrenador del Granada, sin embargo, el Sevilla FC, acaba contratándole y el Granada CF presenta a Paco Jémez el 20 de junio de 2016, como nuevo entrenador del club para las tres siguientes temporadas. Tras una mala racha de resultados, Jémez fue cesado en la sexta jornada. En la jornada 7, Lluís Planagumà dirigió al Granada en su encuentro contra el CD Leganés como entrenador interino. El Granada perdió dicho encuentro por (0-1), con un tanto de Alexander Szymanowski. El lunes siguiente, el Granada hizo oficial que Lucas Alcaraz se haría cargo del equipo hasta final de temporada. Lucas Alcaraz empezó su nueva andadura con una dolorosa goleada ante el Club Atlético de Madrid por (7-1), a pesar de que el Granada empezó ganando con un gol de Isaac Cuenca, que fue contrarrestado después con un triplete de Yannick Ferreira Carrasco. El Granada acabó la primera vuelta con una derrota ante el Real Club Deportivo Español por (3-1), lo que le dejaba en una situación muy complicada en la tabla, penúltimo y con 10 puntos. En el mercado de invierno se hacen numerosas incorporaciones. Los jugadores que llegan al club son Adrián Ramos, Panagiotis Kone, Sverrir Ingi Ingason, Wakaso Mubarak, Héctor Hernández y Rui Silva. En la segunda vuelta el Granada hace de su estadio un fortín venciendo a la Unión Deportiva Las Palmas, al Real Betis Balompié y al Deportivo Alavés en los tres primeros partidos en casa de la segunda vuelta. En cambio, fuera de casa el Granada cosecha duras derrotas como en Ipurúa contra la Sociedad Deportiva Eibar por 4-0 o contra el CD Leganés por (1-0). En la jornada 27, el Granada vuelve a perder en casa, por (0-1), y contra el Club Atlético de Madrid, con el tanto realizado por Antoine Griezmann.
Como Lucas Alcaraz no logró enderezar el rumbo, Tony Adams se hizo con el cargo de entrenador en los últimos partidos de la temporada, con un Granada prácticamente descendido. Tras perder en San Sebastián contra la Real Sociedad (2-1), el Granada descendió matemáticamente a Segunda División, tras 6 temporadas en la máxima categoría del fútbol español.

### Vuelta a Segunda División (2017-2019)

#### Temporada 2017-18
En la elaboración del nuevo proyecto se nombró a Manolo Salvador nuevo director deportivo del club, quien trajo de entrenador a José Luis Oltra, ya que Tony Adams dejó su puesto a final de temporada.
En un intento de romper con el pasado y con Media Base Sports, a raíz de la catastrófica temporada que acarreó el descenso, el club despide al hasta entonces director general del club Sergi Vieta, siendo nombrado Antonio Fernández Monterrubio en ese puesto. También cambia el director de Fútbol Formativo del Granada CF, siendo nombrado Luis Fradua, exdirector de cantera del Real Betis Balompié, en sustitución de Rufo Collado. A su vez, el hasta ahora secretario técnico del club, Pedro Morilla, pasa a ser el entrenador del Granada B, sustituyendo a Lluís Planagumà, y Ángel Castellanos es nombrado presidente de honor del club. Salvo José Luis Oltra, que firmó por 1 año con opción a otro si logra el ascenso, Manolo Salvador, Luis Fradua y Antonio Fernández Monterrubio firman por 3 años, como apuesta de proyecto a medio plazo, renovando, así, a los principales cargos del club tras el descenso del club, y con la intención de devolver al Granada a la élite del fútbol español lo antes posible. 
Con la llegada de Manolo Salvador se pone fin al convenio de colaboración con el anterior propietario Gino Pozzo que le permitía tener jugadores controlados desde sus fondos de inversión en los diferentes equipos del Granada CF, desde el primer equipo hasta la cantera. Esta ruptura conlleva una ardua tarea de confección de las plantillas del club llegando a sumar hasta 16 incorporaciones para el primer equipo y 19 para el Granada B. 
La temporada 2017-18 del Granada comenzó el 20 de agosto de 2017 con un partido ante el Albacete Balompié en el Estadio Nuevo Los Cármenes y que terminó con un decepcionante empate a cero. Después, el Granada encadenaría tres empates más, ante el Real Zaragoza, el FC Barcelona B y el Club Deportivo Tenerife. La primera derrota del equipo, que llegó en la jornada 5, alarmó a la afición, tras un inicio de temporada sin conocer la victoria y con el equipo en puestos de descenso.
La victoria ante el Córdoba Club de Fútbol en la jornada 6 le daría aire al equipo granadino, que encadenó tres victorias consecutivas antes de hincar la rodilla en el Nou Estadi de Tarragona, tras perder por 2-0 con el Gimnàstic de Tarragona. Aun así, el Granada mostraba seguir en un momento positivo, tras encadenar tres victorias consecutivas después de vencer al Real Oviedo, al Club Deportivo Numancia y al Lorca Club de Fútbol. A este último goleándolo por 4-1 y con un destacado Darwin Machís, autor de tres goles. Tras el empate a cero con el Club Atlético Osasuna, en la jornada 13, el Granada logró el liderato de la categoría, siendo la única vez que lo consiguió a lo largo de la temporada.
Las buenas sensaciones del Granada se esfumaron tras caer derrotados por primera vez en el Estadio Nuevo Los Cármenes, en la jornada 14, por 1-2, y ante el Sevilla Atlético. Aun así, dos jornadas después es capaz de derrotar por 2-0 al líder de la categoría, la Sociedad Deportiva Huesca. Después perdió por la mínima ante el Rayo Vallecano en Vallecas y en la jornada 18 logró una agónica victoria ante la Unión Deportiva Almería, completada con un gol de Pedro Sánchez Moñino en los minutos finales del partido.
El Granada terminaría cerrando la primera vuelta con un empate ante el Reus Deportiu, una victoria contra el Real Sporting de Gijón y una derrota con el Cádiz Club de Fútbol. La segunda vuelta la comenzaría también con derrota, tras perder por 2-1 contra el Albacete Balompié. 
A pesar de vencer por 2-1 al Real Zaragoza en la jornada posterior, otra derrota por 3-0 frente al FC Barcelona B palpaba que el Granada atravesaba una pequeña crisis en su juego. Aun así, el Granada se sobrepuso, y consiguió cuatro victorias consecutivas, ante el Club Deportivo Tenerife, el Real Valladolid, el Córdoba Club de Fútbol y la Agrupación Deportiva Alcorcón, que lo volvieron a aupar en la parte alta de la clasificación, en concreto en la tercera posición. 
Aun así, el Granada volvió a las andadas, y lo mismo que cosechó cuatro victorias consecutivas, después perdió tres partidos consecutivos cayendo hasta la quinta plaza de la tabla. La última derrota de las tres cosechadas (perdió 2-1 con el Real Oviedo) supuso la destitución de José Luis Oltra como entrenador del Granada, pese a que el equipo seguía en puestos de playoffs.
El Granada contrató como recambio a Pedro Morilla, que hasta ese momento era el entrenador del Granada B. Morilla se estrenó con victoria contra el Club Deportivo Numancia por 1-0. Sin embargo, esta victoria fue un espejismo y el Granada no volvió a ganar más con Morilla de entrenador. Tres empates y dos derrotas tras la victoria ante el Numancia hicieron que el Granada saliese de zona de playoff y que Morilla terminase destituido.
Tras la destitución de Morilla el Granada contrató a Miguel Ángel Portugal como entrenador. Debutó con derrota en Los Cármenes frente al Rayo Vallecano. 
Portugal no mejoró demasiado a su predecesor al perder 3 de los 5 partidos que le quedaban al Granada. En cambio logró la victoria en la jornada 40, con un solitario gol de Álex Martínez, frente al Reus Deportiu y venció en el último partido de la temporada al Cádiz Club de Fútbol, que sirvió para que Darwin Machís, el mejor jugador del Granada a lo largo de la temporada, marcara otros dos goles, para dejar su cuenta personal de la temporada en 14 goles, y para despedirse de una afición que lo tenía como ídolo. Con esta victoria el Granada terminó en la 10.ª posición y con la afición demandando cambios para la temporada siguiente.

#### Temporada 2018-19
Los cambios comenzaron con la destitución de Portugal, que tras no cumplir los objetivos se vio obligado a dejar el club. Diez días después, se confirmó que Diego Martínez entrenaría al equipo en la temporada 2018-19.
También hubo cambio en la dirección deportiva, ya que Manolo Salvador dejó de ser el director deportivo, mientras que Antonio Cordón, que ya estuvo en el Granada en la temporada 2017-18 como consejero de la directiva, se convirtió en el nuevo director deportivo.
Pese a las dudas generadas por el equipo antes del inicio de la temporada, el equipo demostró en el comienzo de liga ser un bloque compacto y con gente con calidad y definición arriba. En las cinco primeras jornadas no vio la derrota, fruto de su buena defensa, con Víctor Díaz y Germán Sánchez siendo los centrales titulares en las cuatro primeras jornadas, y con Quini jugando de lateral derecho, y a partir de la quinta jornada con José Antonio Martínez ocupando el puesto de central junto al gaditano, y con Víctor Díaz tirado a la banda. En el ataque, Antonio Puertas se situó entre los primeros goleadores, al realizar cinco tantos en el mismo número de partidos.
Pese al buen arraque (11 puntos de 15) los dos primeros partidos de la temporada terminaron con sendos empates, uno a cero contra el Elche CF, y otro a uno ante el CD Lugo. Luego consiguieron encadenar tres triunfos consecutivos ante el CA Osasuna, el Extremadura UD y el Rayo Majadahonda, hasta que llegó la primera derrota en liga (no así la primera derrota de la temporada, ya que el Granada cayó por 2-1 ante el Elche en la Copa del Rey) en la jornada seis, y en el Estadio de Riazor. Aun así el Granada hizo un buen partido y estuvo cerca de puntuar en el campo del Deportivo de la Coruña.
Tras esta derrota el Granada ganó 5 partidos de 6, cayendo derrotado únicamente en la jornada 10 ante la Agrupación Deportiva Alcorcón, mientras que las cinco victorias que logró el Granada fueron ante el Córdoba, el Reus Deportiu, el Mallorca, el Almería y el Real Zaragoza. Esta última victoria (el Granada ganó por 0-2 en Zaragoza) dio el liderato al Granada, colocándose con 26 puntos en la clasificación, uno más que el Málaga CF.
Además fue la primera vez que el Granada ganó en La Romareda, y la segunda vez que el Granada ganaba en Zaragoza después de 76 años.
Tras esta victoria el Granada continuó su buena racha hasta el final de la primera vuelta, pese a que tuvo un pequeño mal tramo de tres partidos consecutivos sin ganar. Las victorias por la mínima ante el Málaga Club de Fútbol, el Club Gimnàstic de Tarragona y el Real Oviedo, así como los empates contra equipos de la parte alta de la tabla como el Albacete Balompié o el Cádiz Club de Fútbol, hicieron que el Granada se proclamase campeón de invierno, después de llegar a la primera jornada de la segunda vuelta en primera posición. Tras una efectiva segunda vuelta, el 4 de junio de 2019 consiguió el ascenso a Primera División en el estadio Son Moix de Palma de Mallorca, al obtener el subcampeonato de la Segunda División.

### EuroGranada (2019-2022)
Con el regreso del Granada a Primera, desde el club granadino se quiso mantener el bloque del ascenso manteniendo en el equipo a Germán Sánchez o Antonio Puertas, que debutaron en Primera División en la jornada inaugural de la temporada 2019-20 ante el Villarreal. También hacía su debut en Primera División el técnico, Diego Martínez, siendo el entrenador más joven de entre los que se encontraban en la categoría.
Durante el verano, el Granada, hizo pocos fichajes, pero con el paso de las jornadas se vio que muy acertados. Este fue el caso del central Domingos Duarte, fichado del Sporting de Lisboa por 3 millones de euros, del venezolano Darwin Machís, que regresaba al Granada desde el Udinese Calcio por otros 3 millones de euros, del delantero Roberto Soldado, con mucha experiencia en la liga española, de Yangel Herrera, cedido por el Manchester City, de Maxime Gonalons, cedido por la Roma con opción de compra al final de la temporada, o de Carlos Neva, ascendido desde el filial granadinista. Todos ellos fueron claves en el comienzo de temporada del Granada que, tras 10 jornadas disputadas, consiguió asaltar el primer puesto de la Primera División al finalizar la jornada 10, lográndolo después de 46 años, y obteniendo triunfos significativos, como el cosechado frente al Fútbol Club Barcelona en el Estadio Nuevo Los Cármenes por 2-0, con goles de Ramón Azeez y Álvaro Vadillo.
El Granada se mantuvo firme durante toda la primera vuelta, aunque terminó cayendo algunos puestos, bajando hasta la décima posición. 
Antes de Navidad, debutó también en Copa del Rey, donde el Granada debutó frente al L'Hospitalet, consiguiendo superar al club catalán en la prórroga por un resultado de 2-3. En enero, el Granada se centró en la Copa del Rey, logrando eliminar al Tamaraceite, al Badalona y al C. D. Badajoz para acceder a cuartos de final de la competición, donde se citó, en el Nuevo Estadio de Los Cármenes, con el Valencia C. F., el campeón de la edición de 2019. Tras un partido muy igualado contra el conjunto valencianista, un penalti en el tiempo de descuento hizo que el Granada se llevase el partido por 2-1, después de que Roberto Soldado transformase el mismo, llevando al Granada a semifinales de Copa después de 51 años sin acceder a esta ronda.
En semifinales el rival fue el Athletic Club, equipo que logró superar al Granada por 1-0 en la ida en San Mamés, dejando un resultado escueto para la vuelta, quedando todo por decidir en Granada. En Los Cármenes, después de un gran recibimiento de la afición, el conjunto granadinista salió decidido por la remontada, aunque no pudo hacer ningún gol hasta la segunda parte, donde llegó a ponerse 2-0, tras los goles de Carlos Fernández y de Germán Sánchez. Sin embargo, un gol de Yuri Berchiche para el Athletic a 10 minutos para la conclusión dejó al Granada fuera de la final copera, debido a la regla del gol visitante.
En liga, el Granada mantuvo la regularidad, manteniéndose en la parte alta de la tabla, jugando el 8 de marzo de 2020, o lo que es lo mismo, tres días después de la vuelta de semifinales de Copa del Rey, el último partido de la competición, ante el Levante U. D., antes de que se detuviese la misma debido a la pandemia de coronavirus de 2020.
Los siguientes meses son para el Granada meses de incertidumbre, como para el resto de equipos, ya que, se desconocía si se podría disputar lo que quedaba de liga, lo que hubiese supuesto un palo económico muy grande para todos los equipos de la competición, que iban a ver disminuidos sus ingresos por derechos de televisión, así como los de los patrocinadores. En medio de esta incertidumbre, el Granada, realizó una rebaja de sueldo a sus futbolistas y cuerpo técnico, y un ERTE a los demás empleados del club, con el objetivo de suavizar el golpe económico.
Tras toda esta incertidumbre, se anuncia que la competición regresa la semana del 8 de junio, tres meses después de que se detuviese, después de que se controlase el número de contagios en España. A partir de aquí, el Granada, afronta una maratón, así como todos los equipos de la liga, de once jornadas de liga en poco más de un mes, disputando partidos cada tres días.
El Granada regresó a la competición el 12 de junio de 2020 en un partido frente al Getafe C. F., en un partido en el que remontó un gol inicial del conjunto getafense para llevarse el partido por 2-1, lo que se convirtió en un augurio para lo que quedaba de temporada.

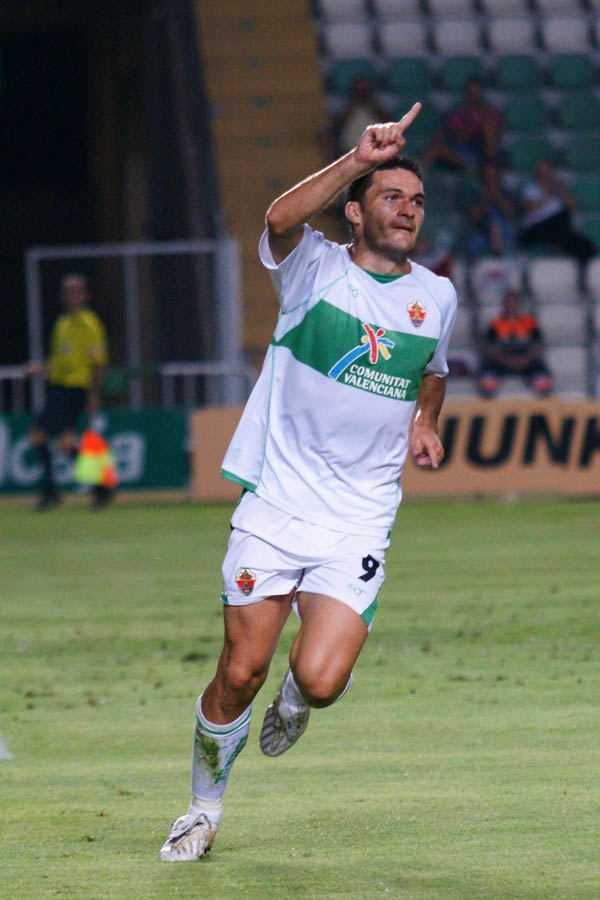
Jorge Molina, jugador del Granada entre 2020 y 2023.

Pese al cansancio, y la acumulación de partidos en pocos días, el Granada se mantuvo firme, logrando victorias importantes ante la Real Sociedad, por 2-3, en San Sebastián, o frente al R. C. D. Mallorca en Son Moix, lo que le llevó a la última jornada con opciones de acceder a Europa League.
El 19 de julio de 2020, y tras derrotar por 4-0 al Athletic Club, así como la victoria del Levante U. D., por 1-0, frente al Getafe en el descuento, con gol de Coke Andújar, hizo que el Granada alcanzase la séptima plaza, que da acceso a las previas de la Europa League 2020-21, después de que, también, se hubiese decidido, durante el confinamiento, el aplazamiento indefinido de la final de Copa. El Granada conseguía, así, acceder a Europa por primera vez en su historia, con el mérito añadido de haber sido uno de los presupuestos más bajos de Primera División en esta temporada.
Siguiendo con su gesta histórica, logran pasar a fase de grupos de la UEFA Europa League 2020-21, después de superar tres fases previas, en las que eliminó al K. S. Teuta Durrës, al FC Lokomotivi Tbilisi y al Malmö FF. Posteriormente, el Granada realizó una gran fase de grupos, consiguiendo quedar segundos en su grupo con 11 puntos, logrando vencer, por ejemplo, al PSV Eindhoven en su estadio por 1-2. El Granada logró, así, acceder a dieciseisavos de final de la competición, donde el 25 de febrero del 2021 logran avanzar a octavos de final de la Europa League 2020-21 contra el S. S. C Napoli, al ganar 2-0 en casa y marcar un valioso gol de visitante en la derrota por 2-1, lo que supuso un global en la eliminatoria de 3-2 a favor de los nazaríes.
En los octavos de final, el Molde FK noruego se convirtió en su rival, después del sorteo realizado en Nyon. En esta eliminatoria, el Granada se volvió a imponer por un 3-2 en el global de la misma, después de ganar por 2-0 en Granada, y tras la derrota por 2-1 en el Puskás Aréna de Hungría, donde se jugó la vuelta debido a las restricciones existentes en Noruega por la pandemia de COVID-19. El Granada conseguía, así, seguir con su gesta histórica al acceder a cuartos de final de la UEFA Europa League 2020-21. Su rival en cuartos fue el Manchester United, donde terminaron cayendo por 4 a 0 en el marcador global.
El Granada, finalmente, terminó la temporada 2020-21 en una cómoda novena posición.
En la temporada 2021-22 se decidieron hacer cambios en el organigrama deportivo, saliendo del Granada tanto el director deportivo Fran Sánchez, como el técnico Diego Martínez, que fueron sustituidos por Pep Boada y Robert Moreno, respectivamente, siendo depuesto él y su equipo técnico del club el 5 de marzo del 2022, por los malos resultados, ya que el Granada se encontraba al borde del descenso.
Tras la destitución de Moreno, Rubén Torrecilla se convirtió en nuevo entrenador del conjunto nazarí, y con él se conseguiría una importante victoria en Vitoria el 19 de marzo frente a un rival directo como el Deportivo Alavés, por 2-3, lo que les alejaba de los vitorianos. Sin embargo, un mes después, el 17 de abril, y tras una derrota por 1-4 frente al Levante U. D., el Granada decide destituir a Torrecilla, y Aitor Karanka se convierte en nuevo entrenador del Granada.
Con Karanka se mejoraron los resultados, logrando el Granada un empate 0-0 frente al Atlético de Madrid en el Estadio Metropolitano y un empate 1-1 frente al R. C. Celta, seguido de dos victorias, una frente al R. C. D. Mallorca por 2-6 y frente al Athletic Club por 1-0, llegando a la penúltima jornada con cuatro puntos de diferencia sobre el descenso, y con la permanencia muy encarrilada. Sin embargo, la derrota del Granada en la jornada 37 frente al Real Betis Balompié, unida con la victoria del Mallorca frente al Rayo Vallecano, hizo que el club nazarí se jugara la permanencia en la última jornada, donde finalmente el Granada descendería a Segunda División, tras el empate a cero del club nazarí ante el R. C. D. Espanyol, y las victorias del Cádiz C. F. frente al Deportivo Alavés y del R. C. D. Mallorca frente a C. A. Osasuna.

## Uniforme
En el momento de su fundación la camiseta del Granada constaba de rayas verticales azules y blancas. Al finalizar la Guerra Civil una serie de directivos, al no encontrar los colores originales del club, compraron en unos almacenes de Madrid las primeras camisetas rojas y blancas, pasando a ser estos los colores del equipo hasta la fecha.

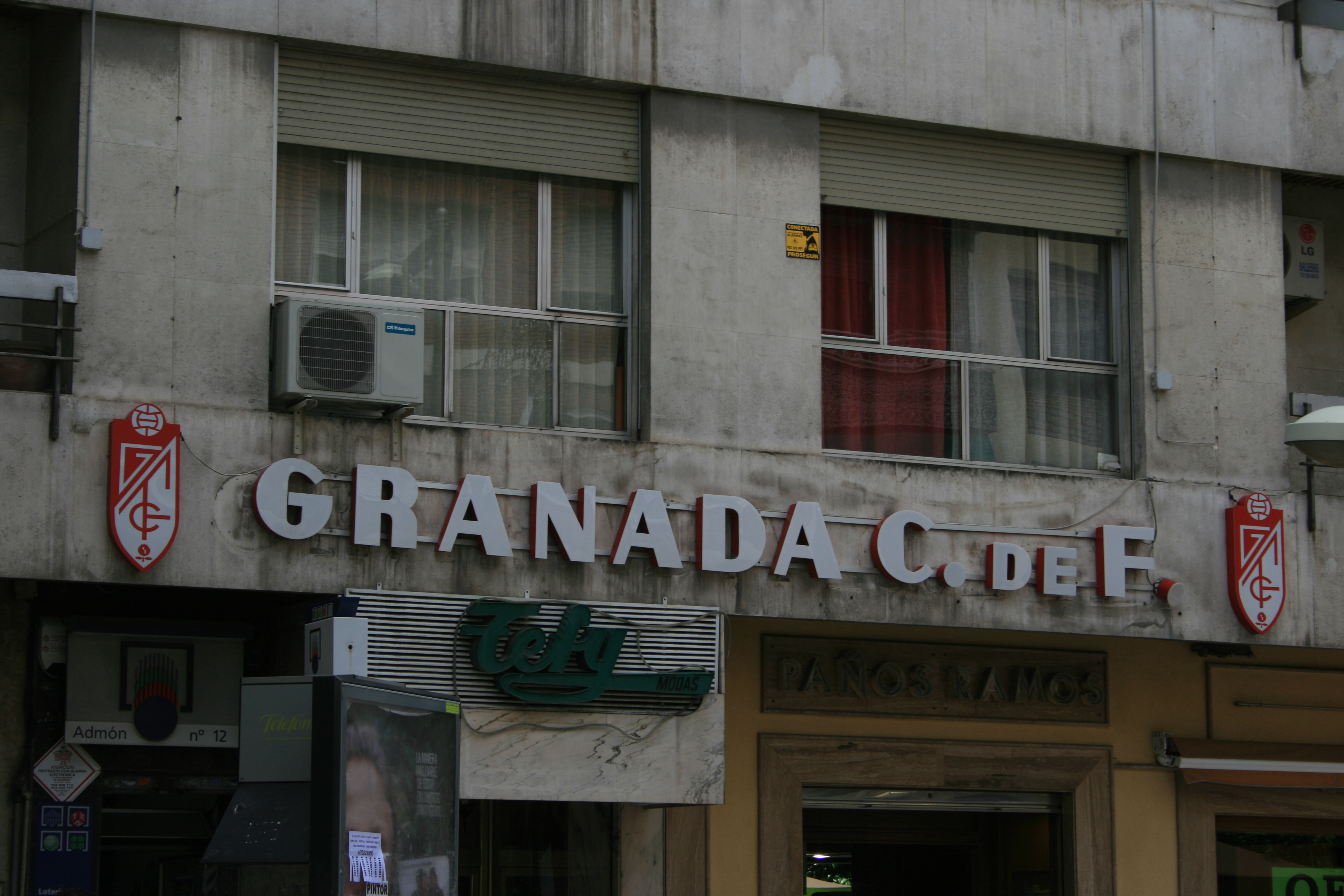
Antigua sede principal del Granada CF; actualmente las oficinas están en los bajos del Estadio Nuevo Los Cármenes.

A principios de los años setenta y para dar una imagen diferente a la del resto de equipos que vestían a franjas rojiblancas, el club presidido por Cándido Gómez Álvarez decidió que las rayas de la camiseta en lugar de ser verticales fuesen horizontales. Desde entonces, ha cambiado varias veces las rayas de su camiseta hasta que en la temporada 2004-05 se decidió en una asamblea que las rayas fueran definitivamente horizontales. Actualmente, el club se asocia a la marca Adidas.
- Local: Camiseta rojiblanca a rayas horizontales anchas e iguales, cuello caja en rojo, hombros franjas rojiblancas, banda lateral rojiblanca, espalda completamente Roja salvo una franja ancha blanca abajo. y numeración en blanco. En la parte posterior del cuello se encuentra la pajarita nazarí en blanco con estrella roja. En la manga derecha logo de la liga y el de izquierda publicidad. Pantalón azul con bandas laterales blancas  y numeración en blanco. Medias blancas con vuelta rojiblanca.
- Visitante: Camiseta blaquiazul con el cuello a la caja, franjas horizontales anchas iguales numeración blanco. Pantalón blanco con numeración en azul. Medias azules lisas vuelta azul y blanco. En la parte trasera del cuello podemos encontrar la pajarita nazarí.
- Alternativa: Camiseta de color gris con un patrón geométrico en marca de agua de rectangulos, cuello tipo pico de color blanco, mangas de color gris con líneas blancas, numeración en blanco. Pantalón color gris con numeración en blanco. Medias de color gris , con vuelta gris y blanca. En la parte trasera del cuello se encuentra la pajarita nazarí.
- Portero: Equipaciones en dos colores; naranja y negra. La naranja con las líneas laterales en blanco pantalón naranja y medias, narana numeración en blanco y la negra con las líneas laterales en blanco, pantalón negro, medias negras. Numeración en blanco.

### Evolución
A lo largo de la historia del club rojiblanco, la elástica del conjunto nazarí ha sufrido varias modificaciones hasta el diseño actual.
| 1931-1940 | 1941-1959 | 1960-1973 | 1973-1976 | 1977-1995 | 1995-2011 | 2012-14 | 2014-15 | 2015-16 | 2016-17 |
| 2017-18   | 2018-19   | 2019-20   | 2020-21   | 2021-22   | 2022-23   | 2023-24 | 2024-25 |         |         |

### Patrocinios
| Periodo   | Proveedor deportivo oficial                                                          | Patrocinador                                                                 |
| --------- | ------------------------------------------------------------------------------------ | ---------------------------------------------------------------------------- |
| 1984–1987 |                                                                                      | La General                                                                   |
| 1987–1988 |                                                                                      |                                                                              |
| 1988–1989 |                                                                                      |                                                                              |
| 1989-1991 |                                                                                      | Ninguno                                                                      |
| 1991-1992 | / Expo·Genil                                                                         |                                                                              |
| 1992–1993 |                                                                                      | CC Neptuno                                                                   |
| 1993–1994 | Ninguno                                                                              |                                                                              |
| 1994–1995 | Sierra Nevada 95                                                                     |                                                                              |
| 1995–1996 |                                                                                      |                                                                              |
| 1996–1998 |                                                                                      |                                                                              |
| 1998–2000 |                                                                                      | Jimesa                                                                       |
| 2000–2003 | La General / Granada 2010                                                            |                                                                              |
| 2003–2004 | Bemiser                                                                              | Caja Rural                                                                   |
| 2004–2005 |                                                                                      | Agua Sierra Cazorla                                                          |
| 2005–2006 |                                                                                      | Puertas Castalla / Refinsa / Hyundai / Maritoñi / Sife Formación Empresarial |
| 2006–2007 | CajaSur / Ibagar Catering / Grupo Cuerva / Puertas San Antón / Aldeas Infantiles SOS |                                                                              |
| 2007-2009 | CajaSur / Ibagar Catering / Grupo Cuerva / Puertas San Antón / Aldeas Infantiles SOS |                                                                              |
| 2009-2010 |                                                                                      |                                                                              |
| 2010-2012 |                                                                                      | Caja Granada                                                                 |
| 2012-2013 |                                                                                      | Caja Granada                                                                 |
| 2013-2014 |                                                                                      |                                                                              |
| 2014-2015 |                                                                                      | Solver Sports Capital                                                        |
| 2015-2016 |                                                                                      | Solver Sports Capital                                                        |
| 2016-2017 | Energy King / Covirán / Caja Rural                                                   |                                                                              |
| 2017-2018 | Energy King / Covirán / Caja Rural                                                   |                                                                              |
| 2018-2019 |                                                                                      | Cervezas Alhambra / Caja Rural de Granada / Pastón                           |
| 2019-2020 |                                                                                      | Winamax / Caja Rural de Granada                                              |
| 2020–2021 | Winamax / Caja Rural de Granada / Covirán                                            |                                                                              |
| 2021–2022 | Platzi / Caja Rural de Granada                                                       |                                                                              |
| 2022–2023 |                                                                                      | Lidera Energía                                                               |
| 2023–2024 | Wiber/ Caja Rural/ Greening Group                                                    |                                                                              |
| 2024–2025 | Saiko/ Wiber/Caja Rural                                                              |                                                                              |
| 2025–2026 | Cámara Granada/ Lowi/Caja Rural                                                      |                                                                              |

## Estadio
En sus primeros meses de vida, el equipo utilizó el campo de Las Eras de Cristo; situado en el emplazamiento que, a día de hoy, ocupa un parque municipal del mismo nombre, en la Avenida de Madrid. Posteriormente, y gracias a que Matías Fernández –presidente del club en aquel momento– regentaba una carpintería, los rojiblancos se trasladaron al campo de Las Tablas, inaugurado el 20 de diciembre de 1931. La superficie de la instalación, vallada en la totalidad de su perímetro con maderas, era de tierra. Pero esto iba a cambiar muy pronto. El 23 de diciembre de 1934 el Granada inauguró el Estadio de Los Cármenes (1934).

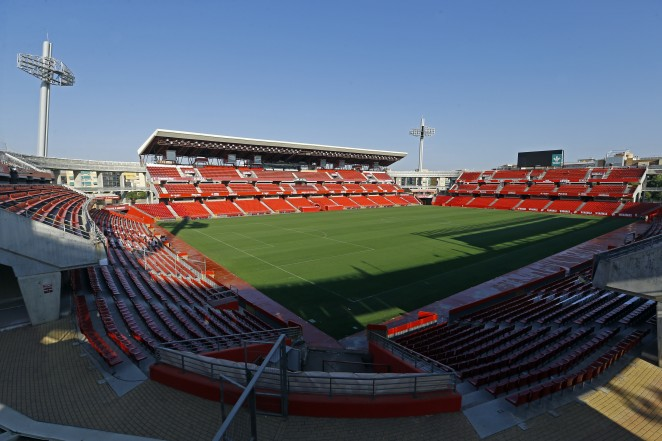
Vista del Nuevo Los Cármenes.

El club jugó allí hasta 1995, cuando una nueva instalación, llamada Estadio Nuevo Los Cármenes, tomó su lugar. Fue inaugurado el 16 de mayo de 1995, con una capacidad de 16 212 asientos, pero se amplió a 22 524 después del último ascenso a Primera División en el verano de 2011 gracias a la instalación de las esquinas supletorias.
El exalcalde de Granada José Torres Hurtado prometió la construcción de un nuevo estadio para 40 000 espectadores si el equipo se consolidaba en Primera División. La crisis económica que padeció todo el país hizo imposible dicha construcción, además del descenso del Granada a Segunda División en 2017. Posteriormente el estadio contó con 22 094 asientos, ya que la parte baja de todas las gradas supletorias fueron desinstaladas por motivos de seguridad y evacuación del estadio.
Con el descenso a Segunda División de España en la temporada 2016-17, las esquinas que se instalaron en 2011 con el ascenso, fueron retiradas reduciéndose a las 19 336 localidades actuales. La cesión y explotación del estadio se amplió por un año con el Ayuntamiento de Granada. Esta cesión fue ampliada tan solo un año a expensas de un posible ascenso del equipo de nuevo a Primera División, donde el marco del convenio cambiaría para una mayor explotación por parte del club, debido a las intenciones de invertir en la adecuación del estadio por parte del máximo accionista y presidente, Jiang Lizhang.
Tras lograr el ascenso a Primera División de España en el año 2019, el estadio ha sido objeto de diferentes reformas, entre las que destacan la sustitución del césped, el pintado y arreglo de los asientos, la ampliación de la tienda oficial del club que se ha trasladado donde se situaban las antiguas taquillas, y, la sustitución del sistema de iluminación para adaptarse a la normativa de La Liga. Además, desde el club se está trabajando para llegar a un acuerdo de cesión a largo plazo con el Ayuntamiento de Granada, de cara a realizar inversiones en el estadio como el cierre de las esquinas, instauración de zonas comerciales y de ocio o la ampliación y acondicionamiento de las áreas de esponsorización y publicidad.

## Ciudad Deportiva Granada Club de Fútbol
En agosto de 2015 se terminó la primera fase del proyecto de ciudad deportiva del equipo nazarí, situada en la zona norte de la ciudad, concretamente en el barrio del Parque de Nueva Granada, y que comportó la construcción de un edificio destinado al primer equipo, cuatro campos de fútbol (tres de césped natural para el primer equipo y el filial y uno de hierba artificial para la cantera) y otro específico para los porteros.
En diciembre de 2016 se inicia la construcción de la segunda fase del proyecto con la intención de culminar un ambicioso proyecto: completar un complejo por y para el fútbol base del club. Esta fase contempla la construcción de unas oficinas para la cantera, un edificio con la finalidad de hotel de las concentraciones del primer equipo y de residencia para más de 40 canteranos, un campo de fútbol que consistirá en un pequeño estadio con capacidad para entre 1500 y 2000 espectadores/as y un campo auxiliar de fútbol 11. 
La ciudad deportiva se sitúa en terrenos de 75 000 metros cuadrados cedidos por el Ayuntamiento de Granada, por un periodo de 75 años, con la obligación de realizar los correspondientes viales y con una inversión global de 8,6 millones de euros. La primera parte costó un total de 4 millones de euros y el primer equipo realizó su primer entrenamiento en ella el 28 de septiembre de 2015, siendo esta una fecha importante en la historia del club al mostrar de la buena salud financiera de la que goza. La segunda fase consta de una estimación de inversión alrededor de los 5 millones de euros. Este convenio queda pendiente de revisión con la futura conclusión de las obras.
Las obras se paralizaron debido a un retraso en su inicio por aspectos burocráticos y posteriormente por el hallazgo de unos yacimientos arqueológicos en la zona. La previsión era de un periodo de realización de las obras en torno al año de ejecución desde su inicio, estando concluido en torno al invierno de 2017-2018. Estos retrasos afectaron a la fecha de conclusión de la segunda fase, que en marzo de 2018 se estipuló que la finalización de la ampliación llevaba unos 15 meses de retraso.
El 11 de julio de 2022, el Granada CF hacía público el proyecto de la ampliación de la segunda fase de la Ciudad Deportiva, que incluirá dos campos de fútbol 11 en césped artificial de última generación adaptables a cuatro campos de fútbol 7 para la cantera nazarí, más un campo de fútbol 7 y una pista polideportiva. En el interior del graderío se ubicarán 10 vestuarios para los equipos y cinco más para árbitros. Todos los campos dispondrán de torres para iluminación artificial.
Esta obra se realizarán sobre una superficie de 26.169 m² con una inversión de 6 millones de euros y el plazo de ejecución estimado es de un año.

## Himno
El Granada tiene varios himnos, aunque el oficial data del año 1941 y su autor es el Maestro Megías.
El himno que suena con la salida de los jugadores al campo ("Yo soy tu afición") lo compusieron los granadinos Iván Vallejo y José Cortés debido al 80 aniversario de la creación del club, el cual coincidió con los ascensos deportivos del equipo granadino de Segunda División B a Primera División.
Antes de este himno cabe destacar otros anteriores aunque nunca oficiales, con motivo del 75 aniversario del club o con motivo de los primeros éxitos de club en el fútbol nacional.

## Escudo
El escudo del Granada desde su fundación en 1931 ha tenido la misma forma. Dentro del diseño del mismo se han efectuado varios cambios a lo largo de su historia:
- 1931 - El diseño del escudo inicial del Granada tenía una forma rectangular, con la parte de abajo redondeada (como ocurre en la actualidad), y en su interior tiene dibujadas dos partes diferenciadas entre sí, una azul y otra blanca.

En la parte azul tenía escrita una G de color blanco que ocupaba prácticamente toda la zona, y en la zona de color blanco tenía una R de color azul y la silueta de una granada, fruto que es uno de los símbolos de la ciudad y que ha permanecido desde entonces en el escudo del club. La R y la G del escudo eran las siglas del nombre del club por aquellos tiempos: Recreativo Granada.
Por último, en la parte superior del escudo se colocó un balón de fútbol, con tonalidades azules y blancas también.
- 1940 - Con el cambio de denominación de Recreativo de Granada a Granada Club de Fútbol, el club cambió el interior de su escudo, sin modificar la forma.

La R del anterior escudo se cambió por una F de gran tamaño y por una C de menor tamaño y que se cruza con la F.
Sin embargo, el cambio más llamativo llegó en los colores del escudo, mudando del azul y blanco, del escudo de la fundación, al rojo y blanco que han marcado al Granada desde entonces.
Otro cambio del escudo fue la simplificación de las líneas del balón de la parte superior del mismo.
- 1950 - El estilo del escudo siguió el de su antecesor, con la diferencia de que la granada y el balón de la parte superior se pintaron de un marrón-amarillento. El tallo y las hojas que salen de la granada se pintaron de verde.

- 1960 - El balón y la granada del escudo se volvieron a pintar de blanco y rojo.

- 1970 - El balón del escudo se volvió a pintar de color marrón y el escudo sufrió un ensanche horizontal, siendo esta la única pequeña modificación de la forma del escudo a lo largo de su historia. La granada se pintó roja en su totalidad, excepto el tallo y las hojas que se mantuvieron verdes.

- 1980 - Se mantuvo el ensanche horizontal del escudo, mientras que el balón y la granada se volvieron a pintar de rojo y blanco.

- 2009 - El escudo no se volvió a modificar hasta 2009. En esta fecha el club decidió volver a estrechar el escudo horizontalmente, volviendo a las dimensiones de la fundación del club. La granada fue estilizada también.

- 2012 - Coincidiendo con la vuelta del Granada a Primera División el Granada volvió a modificar el escudo. En esta ocasión cambió la tonalidad del rojo del escudo y la granada se pintó prácticamente en su totalidad de ese nuevo rojo.

- 2017 - Se produjo una nueva estilización de la granada del escudo. Por primera vez se pintó el fruto sin el tallo y las hojas que desde la fundación del club se introdujeron en el escudo.[154]

- 2023 - Se produjo un nuevo retoque en el escudo, para ofrecer una imagen actual sin perder su seña de identidad, sus valores y su esencia.[155]

## Trayectoria

### Temporadas
- Temporadas en 1.ª: 27.
- Temporadas en 2.ª: 36. (2025/2026).
- Temporadas en 2.ª B: 22.
- Temporadas en 3.ª : 5.

### Estadísticas
- Mejor puesto en 1.ª: 6.º (temporadas 1971-1972 y 1973-1974)
- Peor puesto en 1.ª: 20.º (temporadas 2016-2017 y 2023-2024)
- Mayor goleada conseguida en 1.ª: Granada 8-0 Real Oviedo (temporada 1941-42)
- Mayor goleada encajada en 1.ª: Real Madrid 9-1 Granada (temporada 2014-15)
- Más partidos disputados en 1.ª: Pedro Fernández Cantero (170 partidos)[156]
- Más veces ha vestido la camiseta del club: Manuel Molina García "Lina" (371 partidos)
- Más goles en la historia del club: Rafael Delgado González "Rafa" (97 goles)
- Más partidos ha entrenado al equipo: José Iglesias "Joseíto" (206 partidos)
- Mayor goleada conseguida de la historia del Granada C.F (Granada C.F 11-0 Xerez)
- Máximo goleador histórico en 1.ª: Youssef El-Arabi con 44 goles[157]Trayectoria histórica

| Temporada | División | Lugar | Copa del Rey     |
| --------- | -------- | ----- | ---------------- |
| 1931-32   | Regional | 2.º   | —                |
| 1932-33   | Regional | 2.º   | —                |
| 1933-34   | 3.ª      | 1.º   | —                |
| 1934-35   | 2.ª      | 7.º   | 1.ª ronda        |
| 1935-36   | 2.ª      | 6.º   | 1.ª ronda        |
| 1939-40   | 2.ª      | 2.º   | —                |
| 1940-41   | 2.ª      | 1.º   | 1/16             |
| 1941-42   | 1.ª      | 10.º  | Cuartos de final |
| 1942-43   | 1.ª      | 12.º  | 1.ª ronda        |
| 1943-44   | 1.ª      | 8.º   | Cuartos de final |
| 1944-45   | 1.ª      | 12.º  | Semifinales      |
| 1945-46   | 2.ª      | 4.º   | Cuartos de final |
| 1946-47   | 2.ª      | 5.º   | 1.ª ronda        |
| 1947-48   | 2.ª      | 7.º   | 1/32             |
| 1948-49   | 2.ª      | 3.º   | Cuartos de final |
| 1949-50   | 2.ª      | 9.º   | Cuartos de final |
| 1950-51   | 2.ª      | 6.º   | —                |
| 1951-52   | 2.ª      | 13.º  | —                |
| 1952-53   | 2.ª      | 9.º   | 1/16             |
| 1953-54   | 2.ª      | 4.º   | —                |
| 1954-55   | 2.ª      | 3.º   | —                |
| 1955-56   | 2.ª      | 8.º   | —                |
| 1956-57   | 2.ª      | 1.º   | —                |
| 1957-58   | 1.ª      | 13.º  | 1/16             |
| 1958-59   | 1.ª      | 13.º  | Subcampeón       |
| 1959-60   | 1.ª      | 12.º  | 2.ª ronda        |
| 1960-61   | 1.ª      | 16.º  | 2.ª ronda        |
| 1961-62   | 2.ª      | 3.º   | 2.ª ronda        |
| 1962-63   | 2.ª      | 6.º   | 2.ª ronda        |
| 1963-64   | 2.ª      | 6.º   | 1.ª ronda        |
| 1964-65   | 2.ª      | 7.º   | 2.ª ronda        |
| 1965-66   | 2.ª      | 2.º   | 1.ª ronda        |
| 1966-67   | 1.ª      | 14.º  | Cuartos de final |
| 1967-68   | 2.ª      | 1.º   | 1.ª ronda        |

| Temporada | División | Lugar | Copa del Rey     |
| --------- | -------- | ----- | ---------------- |
| 1968-69   | 1.ª      | 8.º   | Semifinales      |
| 1969-70   | 1.ª      | 12.º  | 1/16             |
| 1970-71   | 1.ª      | 10.º  | 1/16             |
| 1971-72   | 1.ª      | 6.º   | 1/16             |
| 1972-73   | 1.ª      | 13.º  | Cuartos de final |
| 1973-74   | 1.ª      | 6.º   | Cuartos de final |
| 1974-75   | 1.ª      | 15.º  | Cuartos de final |
| 1975-76   | 1.ª      | 17.º  | 1/16             |
| 1976-77   | 2.ª      | 10.º  | 1/32             |
| 1977-78   | 2.ª      | 9.º   | 1/32             |
| 1978-79   | 2.ª      | 6.º   | 2.ª ronda        |
| 1979-80   | 2.ª      | 13.º  | 1.ª ronda        |
| 1980-81   | 2.ª      | 17.º  | Octavos de final |
| 1981-82   | 2.ª B    | 10.º  | 2.ª ronda        |
| 1982-83   | 2.ª B    | 1.º   | 2.ª ronda        |
| 1983-84   | 2.ª      | 8.º   | 3.ª ronda        |
| 1984-85   | 2.ª      | 18.º  | 1.ª ronda        |
| 1985-86   | 2.ª B    | 7.º   | 3.ª ronda        |
| 1986-87   | 2.ª B    | 3.º   | 1.ª ronda        |
| 1987-88   | 2.ª      | 19.º  | 1.ª ronda        |
| 1988-89   | 2.ª B    | 16.º  | 1.ª ronda        |
| 1989-90   | 2.ª B    | 4.º   | —                |
| 1990-91   | 2.ª B    | 5.º   | 1.ª ronda        |
| 1991-92   | 2.ª B    | 9.º   | 1.ª ronda        |
| 1992-93   | 2.ª B    | 3.º   | 3.ª ronda        |
| 1993-94   | 2.ª B    | 6.º   | 2.ª ronda        |
| 1994-95   | 2.ª B    | 13.º  | 2.ª ronda        |
| 1995-96   | 2.ª B    | 2.º   | —                |
| 1996-97   | 2.ª B    | 6.º   | 3.ª ronda        |
| 1997-98   | 2.ª B    | 4.º   | —                |
| 1998-99   | 2.ª B    | 6.º   | 1.ª ronda        |
| 1999-00   | 2.ª B    | 1.º   | —                |
| 2000-01   | 2.ª B    | 5.º   | Cuartos de final |
| 2001-02   | 2.ª B    | 10.º  | Ronda preliminar |

| Temporada | División | Lugar | Copa del Rey     |
| --------- | -------- | ----- | ---------------- |
| 2002-03   | 3.ª      | 4.º   | —                |
| 2003-04   | 3.ª      | 1.º   | —                |
| 2004-05   | 3.ª      | 5.º   | Ronda preliminar |
| 2005-06   | 3.ª      | 1.º   | —                |
| 2006-07   | 2.ª B    | 13.º  | 1.ª ronda        |
| 2007-08   | 2.ª B    | 5.º   | —                |
| 2008-09   | 2.ª B    | 10.º  | 1.ª ronda        |
| 2009-10   | 2.ª B    | 1.º   | —                |
| 2010-11   | 2.ª      | 5.º   | 3.ª ronda        |
| 2011-12   | 1.ª      | 17.º  | 1/16             |
| 2012-13   | 1.ª      | 15.º  | 1/16             |
| 2013-14   | 1.ª      | 15.º  | 1/16             |
| 2014-15   | 1.ª      | 17.º  | Octavos de final |
| 2015-16   | 1.ª      | 16.º  | Octavos de final |
| 2016-17   | 1.ª      | 20.º  | 1/16             |
| 2017-18   | 2.ª      | 10.º  | 2.ª ronda        |
| 2018-19   | 2.ª      | 2.º   | 2.ª ronda        |
| 2019-20   | 1.ª      | 7.º   | Semifinales      |
| 2020-21   | 1.ª      | 9°    | Cuartos de final |
| 2021-22   | 1.ª      | 18.º  | 2.ª ronda        |
| 2022-23   | 2.ª      | 1.º   | 2.ª ronda        |
| 2023-24   | 1.ª      | 20.º  | 1.ª ronda        |
| 2024-25   | 2.ª      | 7.º   | 1/16             |
| 2025-26   | 2.ª      |       |                  |

## Participación en competiciones de la UEFA
| Temporada | Torneo             | Ronda         | Club                    | Ida | Vuelta | Global   |
| --------- | ------------------ | ------------- | ----------------------- | --- | ------ | -------- |
| 2020-21   | UEFA Europa League | Segunda ronda | KS Teuta                | 0-4 | 0-4    | 0-4      |
| 2020-21   | UEFA Europa League | Tercera ronda | FC Lokomotivi Tbilisi   | 2-0 | 2-0    | 2-0      |
| 2020-21   | UEFA Europa League | Play-off      | Malmö FF                | 1-3 | 1-3    | 1-3      |
| 2020-21   | UEFA Europa League | Grupo E       | PSV Eindhoven           | 1-2 | 0-1    | 2º Lugar |
| 2020-21   | UEFA Europa League | Grupo E       | PAOK F. C.              | 0-0 | 0-0    | 2º Lugar |
| 2020-21   | UEFA Europa League | Grupo E       | AC Omonia Nicosia       | 0-2 | 2-1    | 2º Lugar |
| 2020-21   | UEFA Europa League | 1/16 final    | S. S. C. Napoli         | 2-0 | 2-1    | 3-2      |
| 2020-21   | UEFA Europa League | 1/8 final     | Molde FK                | 2-0 | 2-1    | 3-2      |
| 2020-21   | UEFA Europa League | 1/4 final     | Manchester United F. C. | 0-2 | 2-0    | 0-4      |

## Palmarés

### Torneos nacionales
Nota: en negrita competiciones vigentes en la actualidad.
El club granadino es uno de los ciento cuarenta clubes que han ganado alguna una competición nacional. 
| Competición nacional                                        | Títulos                                               | Subcampeonatos             |
| ----------------------------------------------------------- | ----------------------------------------------------- | -------------------------- |
| Copa de España (0/1)                                        |                                                       | 1958-59.                   |
| Segunda División de España (4/2)                            | 1940-41, 1956-57 (Gr. II), 1967-68 (Gr. II), 2022-23  | 1965-66 (Gr. II), 2018-19. |
| Segunda División "B" de España (3/1)                        | 1982-83 (Gr. II), 1999-00 (Gr. IV), 2009-10 (Gr. IV). | 1995-96 (Gr. IV).          |
| Tercera División de España (2/0)                            | 2003-04 (Gr. IX), 2005-06 (Gr. IX).                   |                            |
| Copa de Campeón de Segunda "B" (1/0)                        | 2009-10.                                              |                            |
| Fase autonómica Copa Federación de Andalucía Oriental (1/0) | 2003-04                                               |                            |

### Torneos amistosos
- Trofeo Los Cármenes (Granada) (19): 1974, 1976, 1977, 1978, 1980, 1983, 1986, 1988, 1990, 1993, 1995, 1998, 2002, 2006, 2010, 2011, 2019, 2021, 2024.
- Trofeo Diputación de Granada (Granada) (3): 2012, 2014, 2015.[158]
- Trofeo Águila Vitoria de Portugal (Portugal) (1): 1958.
- Trofeo Ciudad de Marbella (Marbella, Málaga) (2): 1967, 1976.
- Trofeo Ciudad de Melilla (Melilla) (2): 1968, 1969.
- Trofeo Ciudad de Hospitalet (Hospitalet de Llobregat, Barcelona) (2): 1970, 1971.
- Trofeo Costa Brava (Gerona) (1): 1971.
- Trofeo Helmántico de Salamanca (Salamanca) (1): 1971.
- Campeonato de Andalucía de Reservas (1): 1972.
- Trofeo Ciudad de Motril (Motril, Granada) (2): 1978, 2009.
- Trofeo Cervantes (Alcalá de Henares, Madrid) (1): 1980.[159]
- Trofeo Ciudad del Torcal (Antequera, Málaga) (3): 1981, 1984, 1986.[160]
- Trofeo Ciudad de Almería (Almería) (2): 1982, 1984.
- Trofeo Ciudad de Pozoblanco (Pozoblanco, Córdoba) (1): 1990.
- Trofeo Ciudad de Linares (Jaén) (1): 1995.
- Trofeo Ciudad de Jódar (Jódar, Jaén) (1): 2003.
- Trofeo Amistad (Motril, Granada) (1): 2003.
- Trofeo Ciudad de Loja (Loja, Granada) (1): 2007.
- Trofeo Ciudad de Berja (Berja, Almería) (1): 2008.
- Trofeo Ciudad de Albolote (Albolote, Granada) (1): 2008.
- Trofeo Ciudad de Maracena (Maracena, Granada) (1): 2008.
- Trofeo Iñaki Lorente de Armilla (Armilla, Granada) (2): 2009, 2010.
- Trofeo Memorial Miguel Prieto (Granada) (2): 2009, 2011.
- Trofeo Antonio Puerta (Sevilla) (1): 2010.[161]
- Trofeo Damnificados Terremoto de Lorca (Murcia) (1): 2011.
- Trofeo Ciudad de Totana (Totana, Murcia) (1): 2011.
- Trofeo Triangular M.A. Hoteles (Granada) (1): 2011.[162]
- Trofeo Huerta de Europa de Lorca Valle de Guadalentín (Murcia) (2): 2012, 2013.
- Trofeo Vendimia de Xerez (Jerez de la Frontera, Cádiz) (1): 2012.
- Trofeo Ciudad de Lepe (Lepe, Huelva) (1): 2014.
- Trofeo del Olivo (Jaén) (1): 2014.[163]
- Trofeo 62º Aniversario Córdoba CF (Córdoba) (1): 2016.
- Trofeo Ciudad de Palma (Palma de Mallorca) (1): 2016.[164]

## Organigrama deportivo

### Plantilla 2025-26
A continuación se detalla la plantilla de la temporada 2025-26. La procedencia de los jugadores indica el anterior club que poseía los derechos del jugador, pese a que este proceda de otro club cedido, en caso de ya pertenecer al Granada Club de Fútbol.
| Porteros        |                     |            |                                |                                              |            |                         |            |            |   |   |   |   |   |   |   |   |   |
| 1               | Francia !           | POR        | Luca Zidane                    |                                              | 27 años    | SD Eibar                | 2027       | Sub-20     |   |   |   |   |   |   |   |   |   |
| 13              | España !            | POR        | Ander Astralaga                |                                              | 21 años    | F. C. Barcelona Atlètic | 2026       | Sub-19     |   |   |   |   |   |   |   |   |   |
| 29              | España !            | POR        | Fran Árbol                     | Canterano                                    | 19 años    | Recreativo Granada      | 2026       | Sub-19     | P | P | P | P | P | P | P | P | P |
| Defensas        |                     |            |                                |                                              |            |                         |            |            |   |   |   |   |   |   |   |   |   |
| 2               | España !            | DEF        | Pau Casadesús                  |                                              | 21 años    | F. C. Andorra           | 2028       |            |   |   |   |   |   |   |   |   |   |
| 3               | España !            | MED        | Diego Hormigo                  |                                              | 22 años    | Sevilla Atlético        | 2028       |            |   |   |   |   |   |   |   |   |   |
| 4               | España !            | DEF        | Pablo Insua                    |                                              | 31 años    | Real Sporting           | 2026       | Sub-21     |   |   |   |   |   |   |   |   |   |
| 5               | España !            | DEF        | Manu Lama                      |                                              | 24 años    | CF Fuenlabrada          | 2027       |            |   |   |   |   |   |   |   |   |   |
| 22              | Senegal !           | DEF        | Baïla Diallo                   | Pasaporte europeo                            | 24 años    | Clermont Foot 63        | 2028       | Sub-23     |   |   |   |   |   |   |   |   |   |
| 24              | España !            | DEF        | Loïc Williams                  |                                              | 23 años    | CD Tenerife             | 2028       |            |   |   |   |   |   |   |   |   |   |
| 28              | Ghana !             | DEF        | Oscar Naasei                   | Extracomunitario sin restricción             | 20 años    | Recreativo Granada      | 2026       |            | P | P | P | P | P | P | P | P | P |
| Centrocampistas |                     |            |                                |                                              |            |                         |            |            |   |   |   |   |   |   |   |   |   |
| 8               | España !            | MED        | Pedro Alemañ                   |                                              | 23 años    | Valencia Mestalla       | 2028       |            |   |   |   |   |   |   |   |   |   |
| 10              | España !            | MED        | Juan Diego Molina, "Stoichkov" |                                              | 31 años    | Deportivo Alavés        | 2027       |            |   |   |   |   |   |   |   |   |   |
| 14              | España !            | MED        | Manu Trigueros                 |                                              | 33 años    | Villarreal CF           | 2026       |            |   |   |   |   |   |   |   |   |   |
| 18              | Camerún !           | MED        | Martin Hongla                  | Canterano · Extracomunitario sin restricción | 27 años    | Hellas Verona FC        | 2027       | Absoluto   |   |   |   |   |   |   |   |   |   |
| 20              | España !            | MED        | Sergio Ruiz                    |                                              | 30 años    | Charlotte FC            | 2026       |            | P | P | P | P | P | P | P | P | P |
| 26              | España !            | MED        | Sergio Rodelas                 | Canterano                                    | 20 años    | Recreativo Granada      | 2028       |            |   |   |   |   |   |   |   |   |   |
| 27              | España !            | MED        | Mario Jiménez                  | Canterano                                    | 18 años    | Recreativo Granada      | 2026       |            |   |   |   |   |   |   |   |   |   |
| Delanteros      | Delanteros          | Delanteros | Delanteros                     | Delanteros                                   | Delanteros | Delanteros              | Delanteros | Delanteros | P | P | P | P | P | P | P | P | P |
| 7               | Argentina !         | DEL        | Lucas Boyé                     | Pasaporte europeo                            | 29 años    | Elche CF                | 2027       | Absoluto   |   |   |   |   |   |   |   |   |   |
| 9               | Israel !            | DEL        | Shon Weissman                  | Pasaporte europeo                            | 29 años    | Real Valladolid         | 2026       | Absoluto   |   |   |   |   |   |   |   |   |   |
| 11              | España !            | DEL        | José Arnaiz                    |                                              | 30 años    | CA Osasuna              | 2027       |            |   |   |   |   |   |   |   |   |   |
| 17              | Senegal !           | DEL        | Souleymane Faye                | Extracomunitario sin restricción             | 22 años    | Betis Deportivo         | 2029       | Absoluto   |   |   |   |   |   |   |   |   |   |
| 19              | España !            | DEL        | Jorge Pascual                  |                                              | 22 años    | Villarreal CF "B"       | 2028       | Sub-16     |   |   |   |   |   |   |   |   |   |
| 21              | España !            | DEL        | Pablo Sáenz                    | Canterano                                    | 24 años    | Recreativo Granada      | 2026       |            |   |   |   |   |   |   |   |   |   |
| 30              | Guinea Ecuatorial ! | DEL        | Gael Joel                      | Extracomunitario sin restricción             | 21 años    | Atlético Albacete       | 2026       | Absoluto   |   |   |   |   |   |   |   |   |   |
| 33              | España !            | DEL        | Samu Cortés                    | Canterano                                    | 19 años    | Recreativo Granada      | 2029       |            |   |   |   |   |   |   |   |   |   |

| Cesiones | Cesiones | Cesiones          | Cesiones | Cesiones      | Cesiones         | Cesiones | Cesiones                | Cesiones       | Cesiones |
| N.º      | Nac.     | Pas.              | Pos.     | Nombre        | N.               | Edad     | Eq. procedencia         | Cedido a       |          |
| -------- | -------- | ----------------- | -------- | ------------- | ---------------- | -------- | ----------------------- | -------------- | -------- |
|          | Canadá ! | Pasaporte europeo | DEL      | Theo Corbeanu | Baja como cedido | 23 años  | Wolverhampton Wanderers | Toronto F.C.   |          |
|          | España ! |                   | MED      | Gerard Gumbau | Baja como cedido | 30 años  | Elche CF                | Rayo Vallecano |          |

| Entrenador(es) Pacheta Adjunto(s) José Martín Monzón Preparador(es) físico(s) Jorge Trigueros Entrenador(es) de porteros Juan Carlos Fernández Delegado(s) Manuel Lucena (equipo) Pedro Rubio (campo) Fisioterapeuta(s) Dioni González Alberto Vera Juan Sánchez Alberto Lara Médico(s) Manuel Arroyo Pablo Puertas |

| POR 1 DEF 2 DEF 16 DEF 24 DEF 3 MED 6 DEL 10 MED 8 MED 11 MED 21 DEL 7 |

| Incorporaciones 2025-26 Pedro Alemañ (Valencia Mestalla) Ander Astralaga (F. C. Barcelona Atlètic) Pau Casadesús (F. C. Andorra) Baïla Diallo (Clermont Foot 63) Souleymane Faye (Betis Deportivo) José Arnaiz (CA Osasuna) Jorge Pascual (Villarreal CF "B") Diego Hormigo (Sevilla Atlético) |

| Debuts de filiales Mario Jiménez (16 de agosto de 2025) |

|  |

| Porteros        |                     |            |                                |                                              |            |                         |            |            |   |   |   |   |   |   |   |   |   |
| 1               | Francia !           | POR        | Luca Zidane                    |                                              | 27 años    | SD Eibar                | 2027       | Sub-20     |   |   |   |   |   |   |   |   |   |
| 13              | España !            | POR        | Ander Astralaga                |                                              | 21 años    | F. C. Barcelona Atlètic | 2026       | Sub-19     |   |   |   |   |   |   |   |   |   |
| 29              | España !            | POR        | Fran Árbol                     | Canterano                                    | 19 años    | Recreativo Granada      | 2026       | Sub-19     | P | P | P | P | P | P | P | P | P |
| Defensas        |                     |            |                                |                                              |            |                         |            |            |   |   |   |   |   |   |   |   |   |
| 2               | España !            | DEF        | Pau Casadesús                  |                                              | 21 años    | F. C. Andorra           | 2028       |            |   |   |   |   |   |   |   |   |   |
| 3               | España !            | MED        | Diego Hormigo                  |                                              | 22 años    | Sevilla Atlético        | 2028       |            |   |   |   |   |   |   |   |   |   |
| 4               | España !            | DEF        | Pablo Insua                    |                                              | 31 años    | Real Sporting           | 2026       | Sub-21     |   |   |   |   |   |   |   |   |   |
| 5               | España !            | DEF        | Manu Lama                      |                                              | 24 años    | CF Fuenlabrada          | 2027       |            |   |   |   |   |   |   |   |   |   |
| 22              | Senegal !           | DEF        | Baïla Diallo                   | Pasaporte europeo                            | 24 años    | Clermont Foot 63        | 2028       | Sub-23     |   |   |   |   |   |   |   |   |   |
| 24              | España !            | DEF        | Loïc Williams                  |                                              | 23 años    | CD Tenerife             | 2028       |            |   |   |   |   |   |   |   |   |   |
| 28              | Ghana !             | DEF        | Oscar Naasei                   | Extracomunitario sin restricción             | 20 años    | Recreativo Granada      | 2026       |            | P | P | P | P | P | P | P | P | P |
| Centrocampistas |                     |            |                                |                                              |            |                         |            |            |   |   |   |   |   |   |   |   |   |
| 8               | España !            | MED        | Pedro Alemañ                   |                                              | 23 años    | Valencia Mestalla       | 2028       |            |   |   |   |   |   |   |   |   |   |
| 10              | España !            | MED        | Juan Diego Molina, "Stoichkov" |                                              | 31 años    | Deportivo Alavés        | 2027       |            |   |   |   |   |   |   |   |   |   |
| 14              | España !            | MED        | Manu Trigueros                 |                                              | 33 años    | Villarreal CF           | 2026       |            |   |   |   |   |   |   |   |   |   |
| 18              | Camerún !           | MED        | Martin Hongla                  | Canterano · Extracomunitario sin restricción | 27 años    | Hellas Verona FC        | 2027       | Absoluto   |   |   |   |   |   |   |   |   |   |
| 20              | España !            | MED        | Sergio Ruiz                    |                                              | 30 años    | Charlotte FC            | 2026       |            | P | P | P | P | P | P | P | P | P |
| 26              | España !            | MED        | Sergio Rodelas                 | Canterano                                    | 20 años    | Recreativo Granada      | 2028       |            |   |   |   |   |   |   |   |   |   |
| 27              | España !            | MED        | Mario Jiménez                  | Canterano                                    | 18 años    | Recreativo Granada      | 2026       |            |   |   |   |   |   |   |   |   |   |
| Delanteros      | Delanteros          | Delanteros | Delanteros                     | Delanteros                                   | Delanteros | Delanteros              | Delanteros | Delanteros | P | P | P | P | P | P | P | P | P |
| 7               | Argentina !         | DEL        | Lucas Boyé                     | Pasaporte europeo                            | 29 años    | Elche CF                | 2027       | Absoluto   |   |   |   |   |   |   |   |   |   |
| 9               | Israel !            | DEL        | Shon Weissman                  | Pasaporte europeo                            | 29 años    | Real Valladolid         | 2026       | Absoluto   |   |   |   |   |   |   |   |   |   |
| 11              | España !            | DEL        | José Arnaiz                    |                                              | 30 años    | CA Osasuna              | 2027       |            |   |   |   |   |   |   |   |   |   |
| 17              | Senegal !           | DEL        | Souleymane Faye                | Extracomunitario sin restricción             | 22 años    | Betis Deportivo         | 2029       | Absoluto   |   |   |   |   |   |   |   |   |   |
| 19              | España !            | DEL        | Jorge Pascual                  |                                              | 22 años    | Villarreal CF "B"       | 2028       | Sub-16     |   |   |   |   |   |   |   |   |   |
| 21              | España !            | DEL        | Pablo Sáenz                    | Canterano                                    | 24 años    | Recreativo Granada      | 2026       |            |   |   |   |   |   |   |   |   |   |
| 30              | Guinea Ecuatorial ! | DEL        | Gael Joel                      | Extracomunitario sin restricción             | 21 años    | Atlético Albacete       | 2026       | Absoluto   |   |   |   |   |   |   |   |   |   |
| 33              | España !            | DEL        | Samu Cortés                    | Canterano                                    | 19 años    | Recreativo Granada      | 2029       |            |   |   |   |   |   |   |   |   |   |

| Cesiones | Cesiones | Cesiones          | Cesiones | Cesiones      | Cesiones         | Cesiones | Cesiones                | Cesiones       | Cesiones |
| N.º      | Nac.     | Pas.              | Pos.     | Nombre        | N.               | Edad     | Eq. procedencia         | Cedido a       |          |
| -------- | -------- | ----------------- | -------- | ------------- | ---------------- | -------- | ----------------------- | -------------- | -------- |
|          | Canadá ! | Pasaporte europeo | DEL      | Theo Corbeanu | Baja como cedido | 23 años  | Wolverhampton Wanderers | Toronto F.C.   |          |
|          | España ! |                   | MED      | Gerard Gumbau | Baja como cedido | 30 años  | Elche CF                | Rayo Vallecano |          |

| Entrenador(es) Pacheta Adjunto(s) José Martín Monzón Preparador(es) físico(s) Jorge Trigueros Entrenador(es) de porteros Juan Carlos Fernández Delegado(s) Manuel Lucena (equipo) Pedro Rubio (campo) Fisioterapeuta(s) Dioni González Alberto Vera Juan Sánchez Alberto Lara Médico(s) Manuel Arroyo Pablo Puertas |

| POR 1 DEF 2 DEF 16 DEF 24 DEF 3 MED 6 DEL 10 MED 8 MED 11 MED 21 DEL 7 |

| Incorporaciones 2025-26 Pedro Alemañ (Valencia Mestalla) Ander Astralaga (F. C. Barcelona Atlètic) Pau Casadesús (F. C. Andorra) Baïla Diallo (Clermont Foot 63) Souleymane Faye (Betis Deportivo) José Arnaiz (CA Osasuna) Jorge Pascual (Villarreal CF "B") Diego Hormigo (Sevilla Atlético) |

| Debuts de filiales Mario Jiménez (16 de agosto de 2025) |

|  |

- Los jugadores con dorsales superiores al 25 son, a todos los efectos, jugadores del Club Recreativo Granada y como tales, podrán compaginar partidos con el primer y segundo equipo. Como exigen las normas de la LFP, los jugadores de la primera plantilla deberán llevar los dorsales del 1 al 25. Del 26 en adelante serán jugadores del equipo filial.
- Los equipos españoles están limitados a tener en la plantilla un máximo de tres jugadores sin pasaporte de la Unión Europea. La lista incluye solo la principal nacionalidad de cada jugador, algunos de los jugadores no europeos tienen doble nacionalidad de algún país de la UE:

- Lucas Boyé posee la doble nacionalidad argentina e italiana.
- Shon Weissman posee la doble nacionalidad israelita y portuguesa.
- Theodor Corbeanu posee la doble nacionalidad canadiense y rumana.
- Martin Hongla y Souleymane Faye no cuentan como extracomunitarios por el Acuerdo de Cotonú.

### Altas y bajas 2025-26
Las altas y bajas producidas en el Granada Club de Fútbol para la temporada 2025-26 en Segunda División de España han sido las siguientes: 
| Altas           |                    |          |                      |                     |           |
| Jugador         | Nacionalidad       | Posición | Procedencia          | Tipo                | Coste     |
| Souleymane Faye | Bandera de Senegal |          | Betis Deportivo      | Traspaso            | 600.000 € |
| Jorge Pascual   | Bandera de España  |          | Villarreal CF "B"    | Traspaso            | 500.000 € |
| José Arnaiz     | Bandera de España  |          | CA Osasuna           | Libre               |           |
| Pedro Alemañ    | Bandera de España  |          | Valencia Mestalla    | Libre               |           |
| Pau Casadesús   | Bandera de España  |          | FC Andorra           | Libre               |           |
| Baïla Diallo    | Bandera de Senegal |          | Clermont Foot 63     | Libre               |           |
| Diego Hormigo   | Bandera de España  |          | Sevilla Atlético     | Libre               |           |
| Ander Astralaga | Bandera de España  |          | FC Barcelona Atlètic | Cesión              |           |
| Pablo Sáenz     | Bandera de España  |          | Albacete Balompié    | Regresa tras cesión |           |

| Bajas                    |                      |          |                      |               |             |  |
| Jugador                  | Nacionalidad         | Posición | Destino              | Tipo          | Ingreso     |  |
|                          |                      |          |                      |               |             |  |
| Gonzalo Villar           | Bandera de España    |          | Dinamo Zagreb        | Traspaso      | 3.000.000 € |  |
| Gerard Gumbau            | Bandera de España    |          | Rayo Vallecano       | Cesión        | --          |  |
| Miguel Ángel Brau        | Bandera de España    |          | Coventry City        | Libre         | --          |  |
| Miguel Rubio             | Bandera de España    |          | RCD Espanyol         | Libre         | --          |  |
| Diego Mariño             | Bandera de España    |          | Albacete Balompié    | Libre         | --          |  |
| Marc Martínez            | Bandera de España    |          | CD Lugo              | Libre         | --          |  |
| Ricard Sánchez           | Bandera de España    |          | GD Estoril Praia     | Libre         | --          |  |
| Carlos Neva              | Bandera de España    |          |                      | Libre         | --          |  |
| Kamil Jóźwiak            | Bandera de Polonia   |          |                      | Libre         | --          |  |
| Borja Bastón             | Bandera de España    |          |                      | Libre         | --          |  |
| Rubén Sánchez            | Bandera de España    |          | RCD Espanyol         | Fin de cesión | --          |  |
| Reinier Jesus            | Bandera de Brasil    |          | Real Madrid CF       | Fin de cesión | --          |  |
| Giorgi Tsitaishvili      | Bandera de Georgia   |          | F. C. Dinamo de Kiev | Fin de cesión | --          |  |
| Siren Diao               | Bandera de España    |          | Atalanta Bergamo     | Fin de cesión | --          |  |
| Abde Rebbach             | Bandera de Marruecos |          | Deportivo Alavés     | Fin de cesión | --          |  |
| Theo Corbeanu (invierno) | Bandera de Canadá    |          | Toronto F.C.         | Cesión O/C    | --          |  |

### Distinciones individuales
- Trofeo Pichichi de Primera división (1): Porta con 20 goles (temporada 1971-72)
- Trofeo Pichichi de Segunda división (1): Rafa con 27 goles (temporada 1955-56)
- Trofeo Pichichi de Segunda división (1): Miguel 17 goles (temporada 1964-1965)
- Trofeo Pichichi de Segunda división (1): Uzuni 23 goles (temporada 2022-2023)
- Trofeo Pichichi de Segunda división B (1): Paquito con 24 goles (temporada 1985-86)
- Trofeo Pichichi de Segunda división B (1): Manolo con 31 goles (temporada 1986-87)
- Trofeo Duward de Segunda división (2): Candi (temporadas 1948-1949, 1954-55)
- Trofeo Zamora de Segunda división (1): Ñito (temporada 1967-1968)
- Trofeo Zamora de Segunda división (1): Rui Silva (temporada 2018-2019)
- Trofeo Zamora de Segunda división (1): Raúl Fernández (temporada 2022-2023)
- Trofeo Zamora de Tercera división (3): Gustavo (temporadas 2000-2001, 2003-04 y 2005-06)

## Otras secciones

### Club Recreativo Granada
El Club Recreativo Granada es un club de fútbol español con sede en Granada. Fundado en 1947, es el filial del Granada CF y actualmente juega en la Tercera Federación. Juega sus partidos como local en la Ciudad Deportiva Granada CF, con una grada para 600 espectadores.
La temporada 2023/24 contará con un segundo filial que saldrá a competir en la última categoría del fútbol provincial, Granada CF C. En su primera participación se ha saldado con el ascenso a Segunda Andaluza a falta de 7 jornadas para terminar el campeonato tras golear al Cúllar Vega B(7-1). Disputa sus partidos en el campo de fútbol Federico García Lorca de Alfacar

### Granada Club de Fútbol Femenino
El Granada CF cuenta con un equipo de fútbol femenino que consiguió el ascenso a la Primera División Femenina de España en 2013, y jugó en ella la temporada 2013-14. Descendió esa misma temporada. Actualmente disputa la Liga F es la Primera División Femenina. (1.ª Cat.).

## Rivalidades históricas

### Derbi de Andalucía Oriental
El derbi por antonomasia del Granada es el celebrado frente al Málaga C.F. y ha deparado numerosos encuentros desde la década de los años treinta del siglo pasado. No obstante este derbi no provoca partidos conflictivos ni de "alta tensión" sino todo lo contrario ya que ambas aficiones, además de estar hermanadas, son amigas entre sí. De hecho al final de cada partido la afición local suele aplaudir a la afición visitante, la cual normalmente es muy abundante debido a la proximidad entre ambas ciudades.
| Competición   | Jugados | Victorias GCF | Empates | Victorias MCF | Goles GCF | Goles MCF |
| La Liga       | 24      | 8             | 8       | 8             | 22        | 29        |
| Promoción 1.ª | 2       | 1             | 1       | 0             | 3         | 2         |
| Segunda       | 38      | 12            | 10      | 16            | 42        | 58        |
| Promoción 2.ª | 2       | 1             | 0       | 1             | 3         | 3         |
| Segunda B     | 8       | 3             | 5       | 0             | 6         | 3         |
| Tercera       | 2       | 2             | 0       | 0             | 5         | 2         |
| Copa del Rey  | 9       | 5             | 1       | 3             | 15        | 10        |
| Total         | 85      | 32            | 25      | 28            | 96        | 107       |

## Equipos con aficiones hermanadas a la afición del Granada CF
- Club Atlético Gimnasia y Esgrima de Jujuy
- Málaga Club de Fútbol[166]
- Real Jaén Club de Fútbol[167]
- Hércules de Alicante Club de Fútbol[168]
- Chongqing Dangdai Lifan[169]
- Córdoba Club de Fútbol[170]

## Filmografía
- Documental Canal+ (19-1-2012), «Club de Fútbol: 'Granada CF'» en Canalplus.es[171]
- YouTube: Historiadores hablan de la fecha real de fundación del club